# Boeing B-52 Stratofortress
El Boeing B-52 Stratofortress és un bombarder estratègic subsònic de llarg abast, propulsat per motors de reacció, fabricat per l'empresa Boeing i està en servei en la Força Aèria dels Estats Units d'Amèrica (USAF) des de 1955. A partir de l'obtenció del contracte el 5 de juny de 1946, el B-52 va passar per diverses etapes de disseny; des del primer prototip d'ala recta propulsat per sis motors turbohèlice fins al prototip final YB-52, d'ala en fletxa i propulsat per vuit turborreactors. L'avió va realitzar el seu primer vol el 15 d'abril de 1952 amb «Tex» Johnston com a pilot de proves.
El B-52 Stratofortress va reemplaçar gradualment el Convair B-36 entre 1955 i 1959. Aquest bombarder va ser molt important durant la Guerra Freda. Va ser la punta de llança del poder nuclear dels Estats Units. I va ser molt utilitzat a la guerra de Vietnam on va llençar tones de bombes sobre ciutats de Vietnam del nord i sobre la jungla. Aquestes operacions de bombardeig massiu tinguèren lloc durant l'Operació Rolling Thunder. Els atacs dels B-52 tingueren el nom secret Arc Light. Avui dia les seves capacitats de bombardeig convencional són més importants per a la consecució dels objectius de la USAF, pels quals el seu gran radi d'acció i capacitat de càrrega de fins a 32 tones d'armament han provat la seva vàlua.
La USAF ha tingut els B-52 en servei actiu des de 1955, inicialment amb el Comandament Aeri Estratègic. El 1992, amb la dissolució d'aquest comandament, tots els avions van ser absorbits pel Comandament de Combat Aeri, i el 2009 van passar a formar part del recentment creat Comandament d'Atac Global de la Força Aèria. El seu major rendiment a velocitats subsòniques elevades resultant en un bombarder molt eficient amb una alta disponibilitat (més del 80%) i els seus costos d'operació relativament baixos han mantingut el B-52 en servei malgrat l'arribada d'avions més moderns amb intenció de reemplaçar-lo, com l'experimental North American XB-70 Valkyrie, el supersònic Rockwell B-1 Lancer i el furtiu Northrop Grumman B-2 Spirit. El gener de 2005, el B-52 es va convertir en la segona aeronau, després del bombarder britànic English Electric Canberra, a complir 50 anys en servei continuat amb el seu operador principal. El 2009, ja existien sis avions formant part d'aquesta llista de longevitat; els altres quatre són el Túpolev Tu-95 soviètic, i els estatunidencs Lockheed C-130 Hercules, Boeing KC-135 Stratotanker, i Lockheed U-2. Amb l'actualització aplicada entre 2013 i 2015 s'espera que segueixin en servei fins al 2040.

## Desenvolupament

### Origen
El 23 de novembre de 1945, el Comandament de Logística de la Força Aèria estatunidenc (predecessor de l'actual Comandament de Material de la Força Aèria) va publicar les característiques de rendiment desitjades per a un nou bombarder estratègic «capaç de dur a terme la missió estratègica sense dependre de bases avançades i intermèdies controlades per altres països». L'avió anava a tenir una tripulació de cinc homes a més dels artillers de torreta, i un sisè tripulant de relleu. Se li requeria una velocitat de creuer de 480 km/h a 10400 metres (34000 peus) i un radi de combat de 8000 km. L'armament anava a consistir en un nombre no especificat de canons de 20 mm i 4500 kg de bombes. El 13 de febrer de 1946, la Força Aèria dels Estats Units va emetre les invitacions a licitació per a aquestes especificacions, amb la consegüent presentació de propostes per part dels fabricants Boeing, Consolidated Aircraft, i Glenn L. Martin Company.

### Primers dissenys

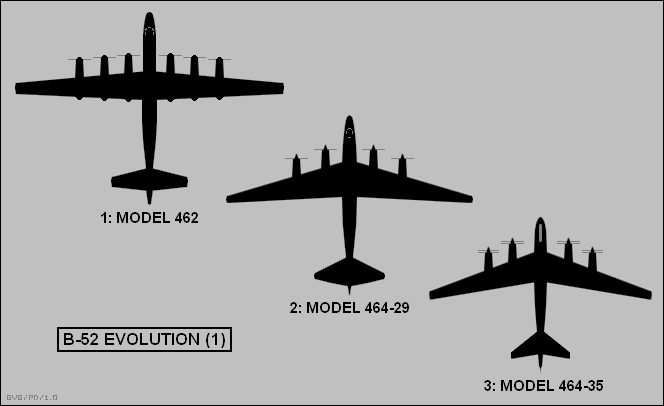
(1) Model 462 (1946),
(2) Model 464 i
(3) Model 464-35 (1948).

El 5 de juny de 1946, el Model 462 de Boeing, un avió d'ala recta propulsat per sis motors turbohèlice Wright T35, un pes brut de 160000 kg i un radi de combat de 5010 km, va ser declarat com el vencedor del concurs. El 28 de juny del mateix any, Boeing va rebre un contracte per 1,7 milions de dòlars (de 1946) per construir una maqueta a escala completa del nou avió i realitzar l'enginyeria i les proves preliminars. No obstant això, l'octubre de 1946, la Força Aèria va començar a expressar la seva preocupació per la gran grandària de l'avió i la seva incapacitat per complir amb els requisits de disseny especificats. Com a resposta, Boeing va crear el Model 464, una versió més petita de quatre motors amb un pes brut de 105000 kg, el qual va ser considerat acceptable, però només per un breu període.
Llavors, el novembre de 1946, el Sotscap d'Estat Major de l'Aire per a Investigació i Desenvolupament, el general Curtis LeMay, va expressar el desig que tingués una velocitat de creuer de 645 km/h, que Boeing va respondre amb un altre avió de 140.000 kg. Al desembre d'aquest any, se li va demanar a Boeing que canviés el seu disseny a un bombarder quadrimotor amb una velocitat màxima de 645 km/h, un abast d'uns 19.000 km, i amb capacitat per portar armes nuclears. L'avió podria arribar a pesar un màxim de 220.000 kg. Boeing va respondre amb dos models propulsats pels turbohèlice T35; el Model 464-16, que era un bombarder exclusivament nuclear amb una càrrega útil de 4.500 kg, i el Model 464-17, que era un bombarder de propòsit general amb una càrrega útil de 40.000 kg. A causa del cost associat a adquirir dos avions especialitzats, la Força Aèria va seleccionar el Model 464-17 amb l'acord que podria ser adaptat per a atacs nuclears.

### Canvi dels requisits

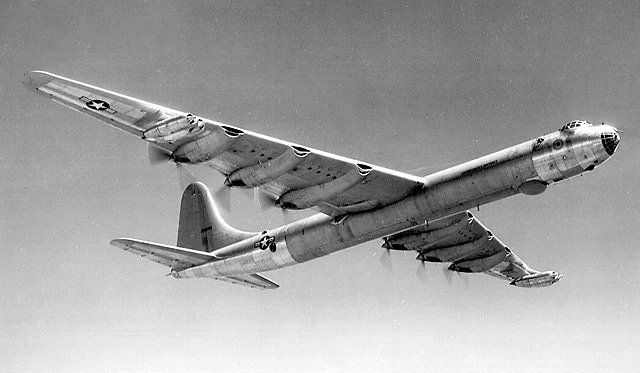
Convair B-36 "Peacemaker", model que havia de substituir el B-52.

El juny de 1947, els requeriments militars van ser actualitzats i el Model 464-17 ja no complia amb tots, no tenia suficient abast. Es feia obvi per a la Força Aèria que, fins i tot amb actualitzacions de rendiment, el XB-52 seria obsolet ja al moment en què entrés en producció oferiria poca millora sobre el Convair B-36, que hauria de substituir. Com a resultat, tot el projecte va ser paralitzat durant sis mesos. Durant aquest temps, Boeing va continuar perfeccionant el disseny obtenint com a resultat el Model 464-29 amb una velocitat màxima de 730 km/h i un abast proper als 8.500 quilòmetres (5000 milles). El setembre de 1947, es va convocar el Comitè de Bombardeig Pesat (Heavy Bombardment Committee) per determinar els requeriments de rendiment per a un bombarder nuclear. Formalitzats el 8 de desembre de 1947, aquests demanaven una velocitat màxima d'uns 800 km/h i un abast d'uns 13.000 km, molt més enllà de les capacitats del 464-29.
La cancel·lació total del contracte de Boeing l'11 de desembre de 1947 es va evitar per una petició del seu president William McPherson Allen, i el gener de 1948, Boeing va rebre instruccions d'explorar a fons les innovacions tecnològiques recents, incloent l'abastament en vol i l'ala voladora. Veient la poca estabilitat i els problemes de control que Northrop havia experimentat amb els seus prototips de bombarder de tipus ala voladora YB-35 i YB-49, Boeing va insistir en un avió convencional, i l'abril de 1948 va presentar una proposta de 30 milions de dòlars (de 1948) per al disseny, el muntatge, i les proves de dos prototips Model 464-35. Les noves revisions de les especificacions durant el 1948 van donar com a resultat un avió amb una velocitat màxima de 825 km/h a 10.700 m (35.000 peus), un abast d'11.125 km, i un pes brut de 125.000 kg incloent els 4.500 kg de bombes i els 75.225 litres de combustible.

### Incorporació dels motors de reacció

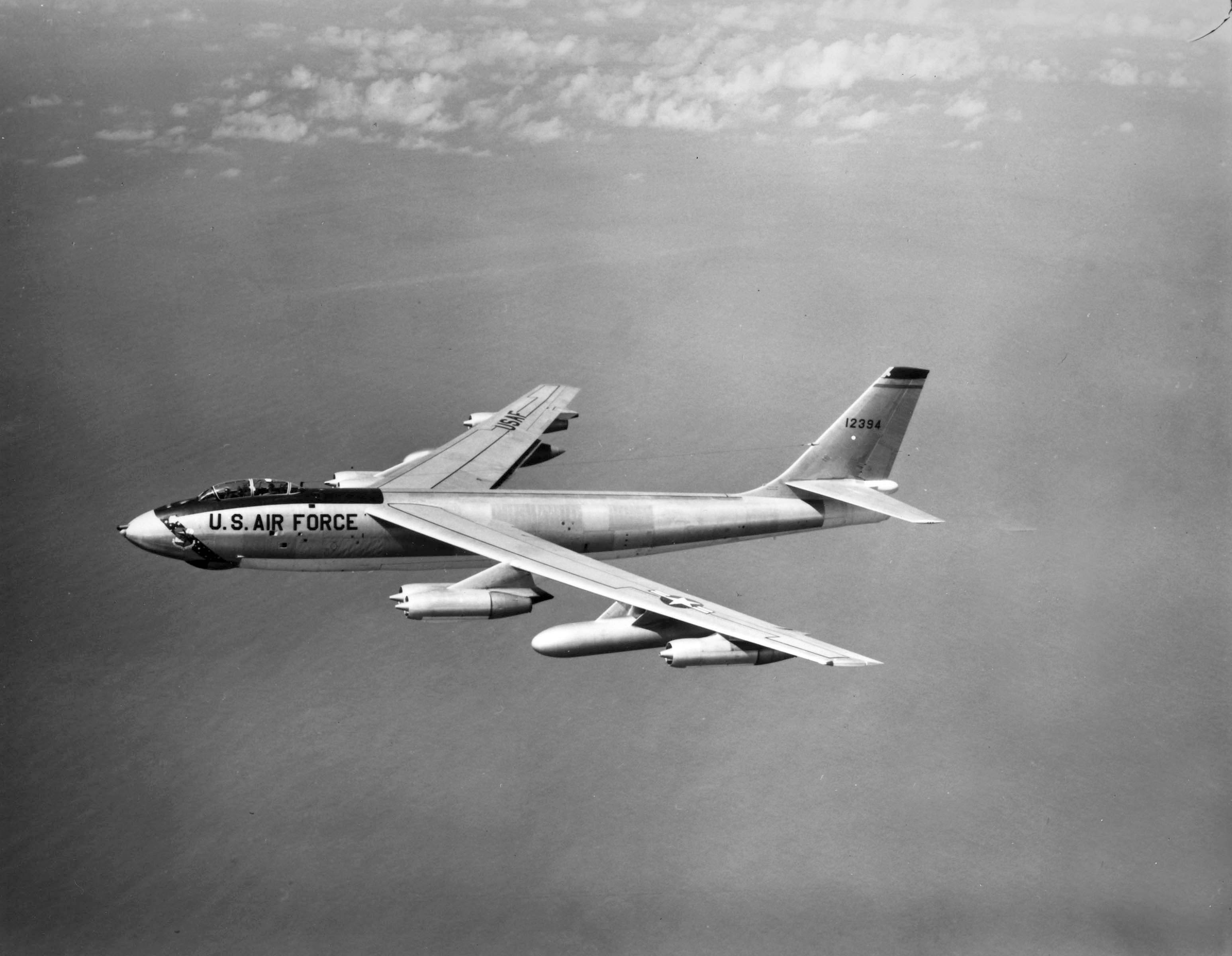
Boeing B-47 Stratojet, model en el qual es va basar el B-52.

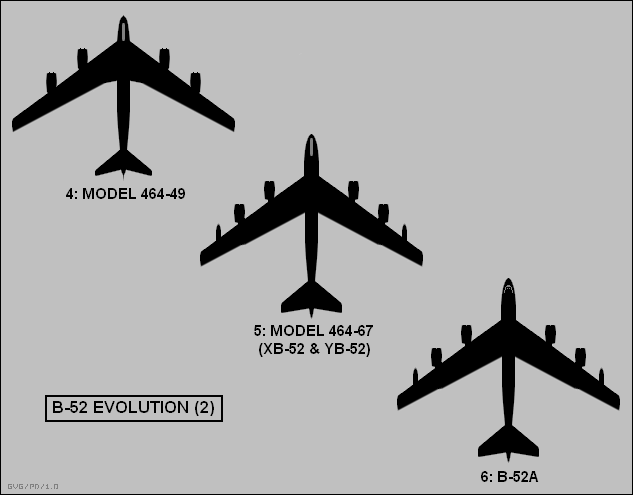
(4) Model 464-49 (1949),
(5) Model 464-67 / XB-52 / YB-52 i
(6) B-52A (1952).

El maig de 1948 el Comandament de Material va demanar a Boeing que incorporés en el disseny motors de reacció, anteriorment descartats però ara més eficients. Això va donar lloc al desenvolupament d'una altra revisió del projecte de Boeing. El juliol de 1948 el Model 464-40 va substituir els turbohèlices per turborreactors Westinghouse J40. No obstant això, el 21 d'octubre de 1948, se li va dir a Boeing que creés un avió completament nou usant els turboreactors una mica més moderns Pratt & Whitney J57.
El 25 d'octubre, els enginyers de Boeing van elaborar la proposta per al model 464-49 acompanyada d'una maqueta tallada a mà. El nou disseny va ser construït sobre el disseny bàsic del B-47 Stratojet amb ala en fletxa de 35°, vuit motors muntats per parelles en quatre suports subalars, i tren d'aterratge principal de quàdruple bicicle amb dues rodes addicionals sota l'ala. Es preveia que l'avió superés totes les especificacions del disseny. Encara que la inspecció de la maqueta a grandària completa l'abril de 1949 va ser en general favorable, l'abast es va convertir de nou en una preocupació, ja que els turboreactors J40 i J57 tenien un consum de combustible excessiu.

### La decisió final

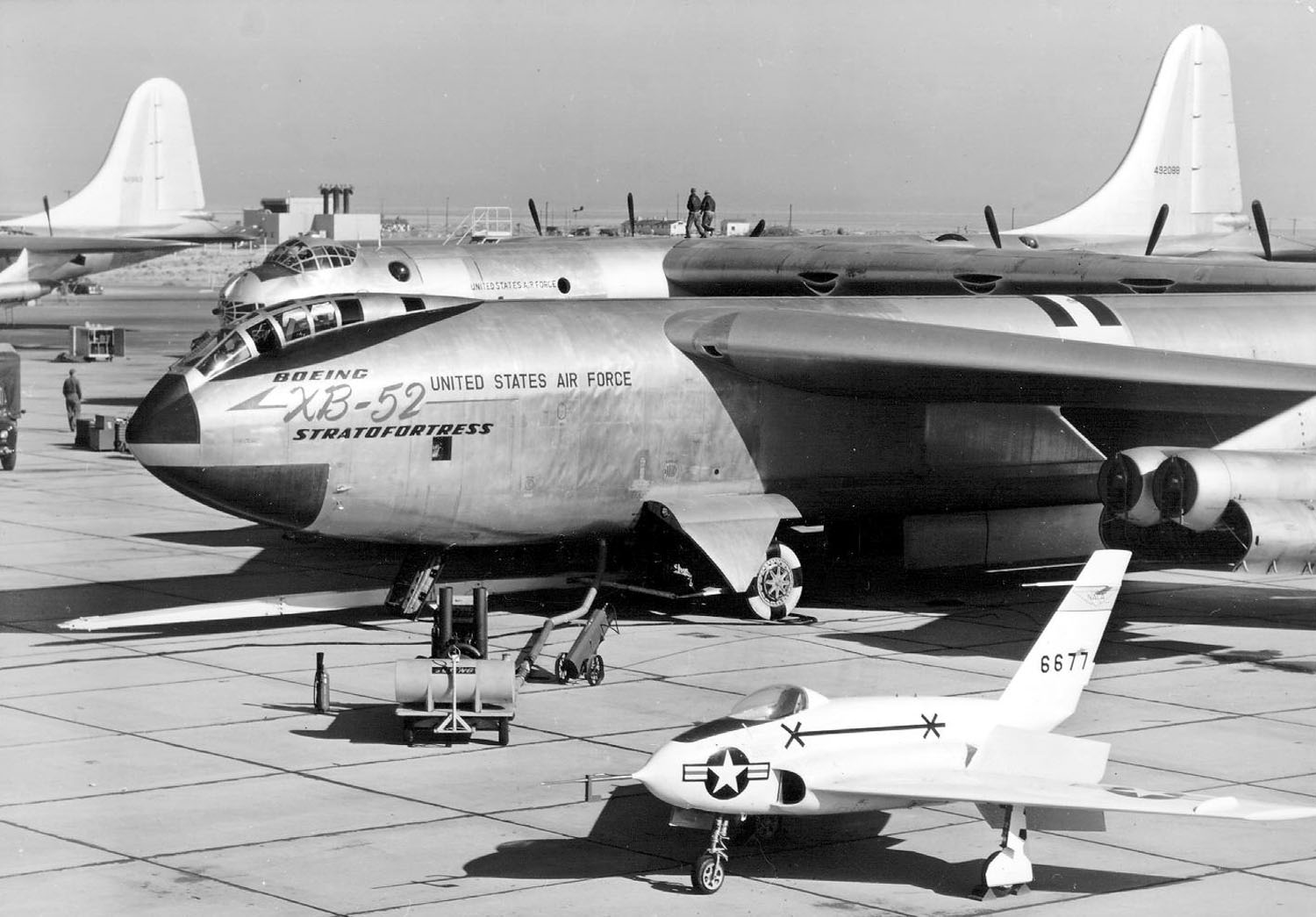
Prototip XB-52 a la pista de vol (X-4 Bantam davant, B-36 darrere).

Malgrat parlar-se d'una altra revisió d'especificacions o fins i tot un concurs de disseny complet entre els fabricants d'avions, el general LeMay, ara a càrrec del Comandament Aeri Estratègic, va insistir que el rendiment no havia de veure's compromès a causa dels retards en el desenvolupament dels motors. En un últim intent per augmentar l'abast, Boeing va crear el model més gran 464-67, indicant que una vegada en producció l'abast podia ser incrementat encara més amb subsegüents modificacions. Després de diverses intervencions directes de LeMay, el 14 de febrer de 1951 se li va concedir a Boeing un contracte per a la producció de 13 avions B-52A i 17 pods de reconeixement (un pod és una carcassa desmuntable que conté algun tipus de dispositiu que se li acobla a l'aeronau, en aquest cas inclouria càmeres de reconeixement). L'últim canvi important en el disseny, també per insistència del general LeMay, va ser la substitució dels seients en tàndem amb cabina de bombolla amb marcs de l'estil B-47 per una cabina més convencional de seients costat a costat que incrementaria l'efectivitat del copilot i reduiria la fatiga de la tripulació. Aquest canvi afectaria als avions de producció, ja que els prototips XB-52 mantenien la configuració de cabina original.

### Primer vol i proves amb els prototips

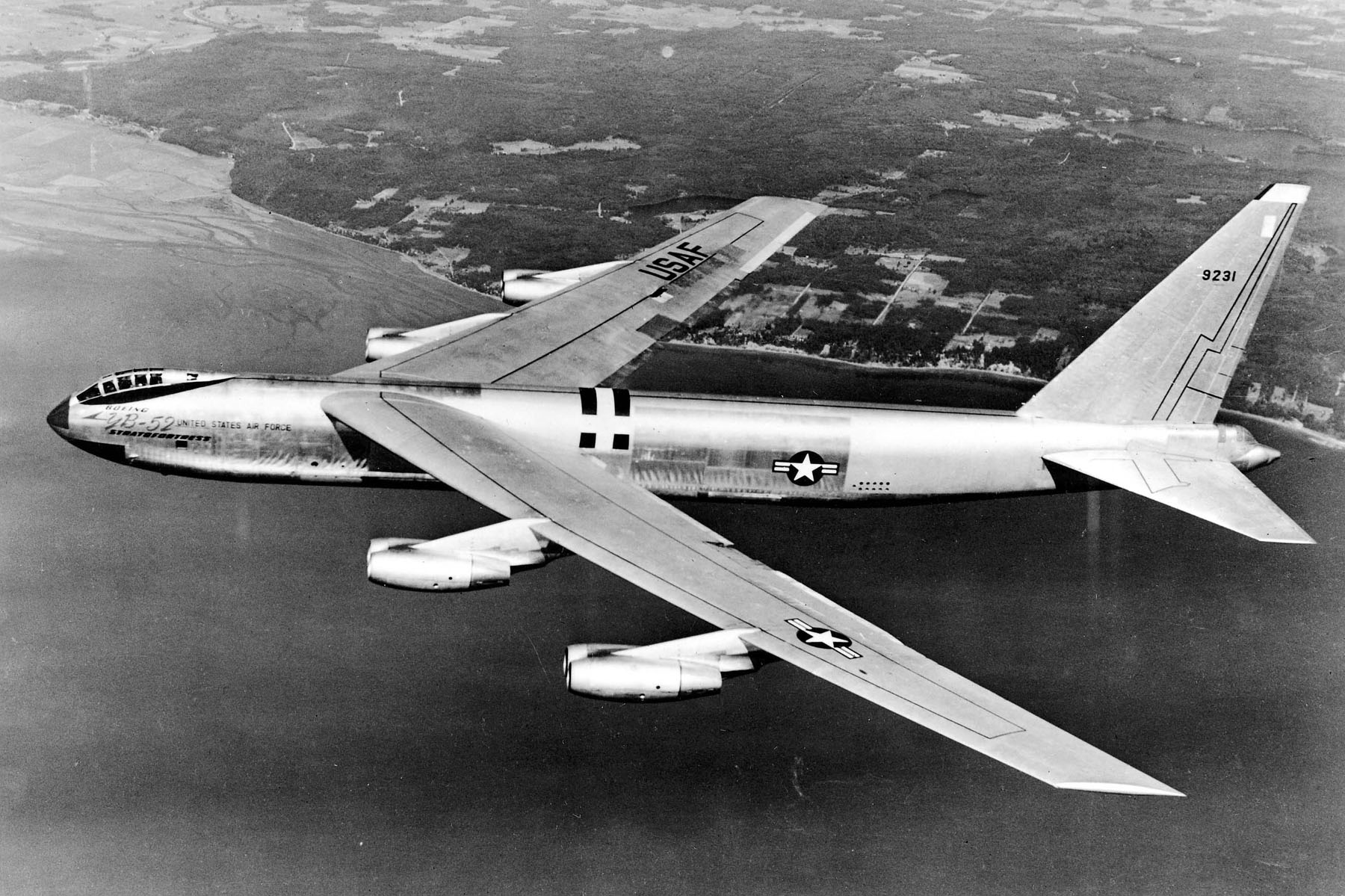
Avió de proves YB-52, amb cabina de bombolla similar a la del B-47 Stratojet.

Les proves en terra realitzades el 29 de novembre de 1951 sobre el prototip XB-52 van provocar una fallada del sistema pneumàtic de l'avió durant unes comprovacions a màxima pressió, que va tenir com a resultat una explosió que va danyar greument la vora de fugida de l'ala. El prototip va ser retornat a la nau de producció per ser reparat. Per culpa d'aquest contratemps es va continuar provant amb el YB-52, el segon XB-52 modificat amb més equipament operacional, i va realitzar el seu primer vol el 15 d'abril de 1952. Va ser un vol de 2 hores i 21 minuts des de Renton Field a Renton, Washington, fins a la Base de la Força Aèria Larson (en el mateix estat) amb el pilot de proves de Boeing Alvin M. "Tex" Johnston i el tinent coronel de la Força Aèria Guy M. Townsend. El XB-52, un cop reparat, va seguir els seus passos el 2 d'octubre de 1952. El desenvolupament complet, incloent 670 dies en el túnel de vent i 130 dies de comprovacions aerodinàmiques i aeroelàstiques, va culminar amb les proves en vol sense problemes. Animada, la Força Aèria va incrementar la seva comanda a 282 bombarders B-52. Dissenyar el B-52 havia requerit tres milions d'hores d'enginyeria (quan el B-29 Superfortress per exemple només havia necessitat 153.000 hores).

### Competidors

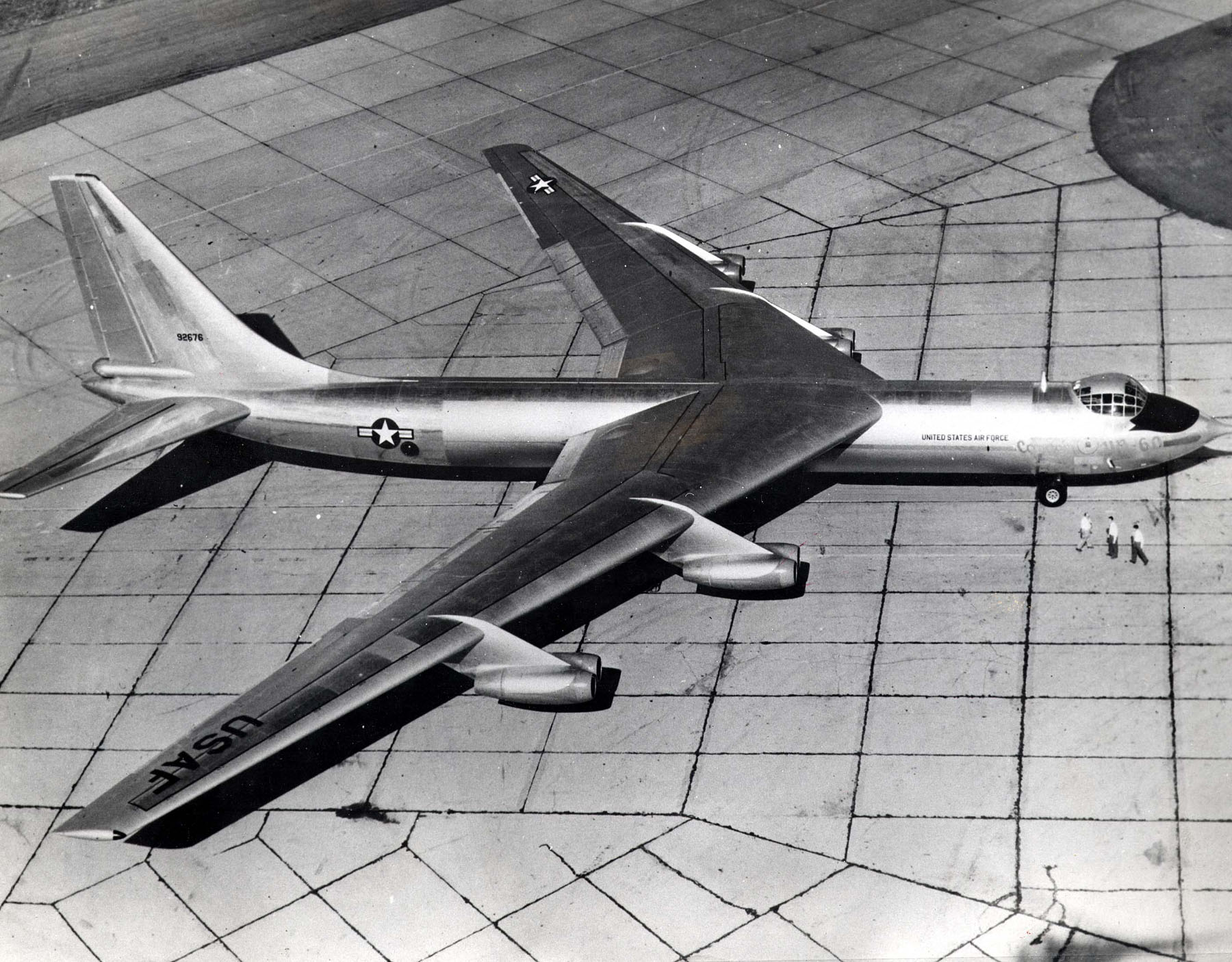
Convair YB-60, competidor no oficial del B-52.

El competidor no oficial del B-52 per un contracte amb la Força Aèria va ser el Convair YB-60, que era una evolució del Convair B-36 amb ala en fletxa i completament propulsat per motors de reacció. La proposta de Convair era substancialment més barata que la de Boeing, ja que implicava la modificació d'un disseny ja existent en lloc de començar des de zero. Igual que el B-52, era propulsat per vuit motors turborreactors Pratt & Whitney J57-P-3 muntats per parelles en quatre suports subalars suspesos sota l'ala.
El Convair YB-60 va realitzar el seu primer vol el 18 d'abril de 1952, pilotat per Beryl Erickson. L'avió de Convair va ser batut pel Boeing YB-52 en el primer vol en aconseguir volar tres dies abans, però aviat va ser evident que també perdria alguns altres concursos contra el bombarder de Boeing. El YB-60 era aproximadament 160 km/h més lent que el YB-52 i també tenia severs problemes de maneig. L'únic avantatge era que podia transportar una càrrega de bombes més pesant (32,6 t contra les 19,5 t del YB-52) però la capacitat extra proporcionada no va convèncer a la Força Aèria a causa dels altres inconvenients (posteriorment les modificacions denominades Big Belly incrementarien la càrrega de bombes del B-52 fins a més de 27 tones). En conseqüència, el YB-60 va ser cancel·lat el 20 de gener de 1953 i no va interferir en l'entrada en producció del B-52.

### Entrada en producció

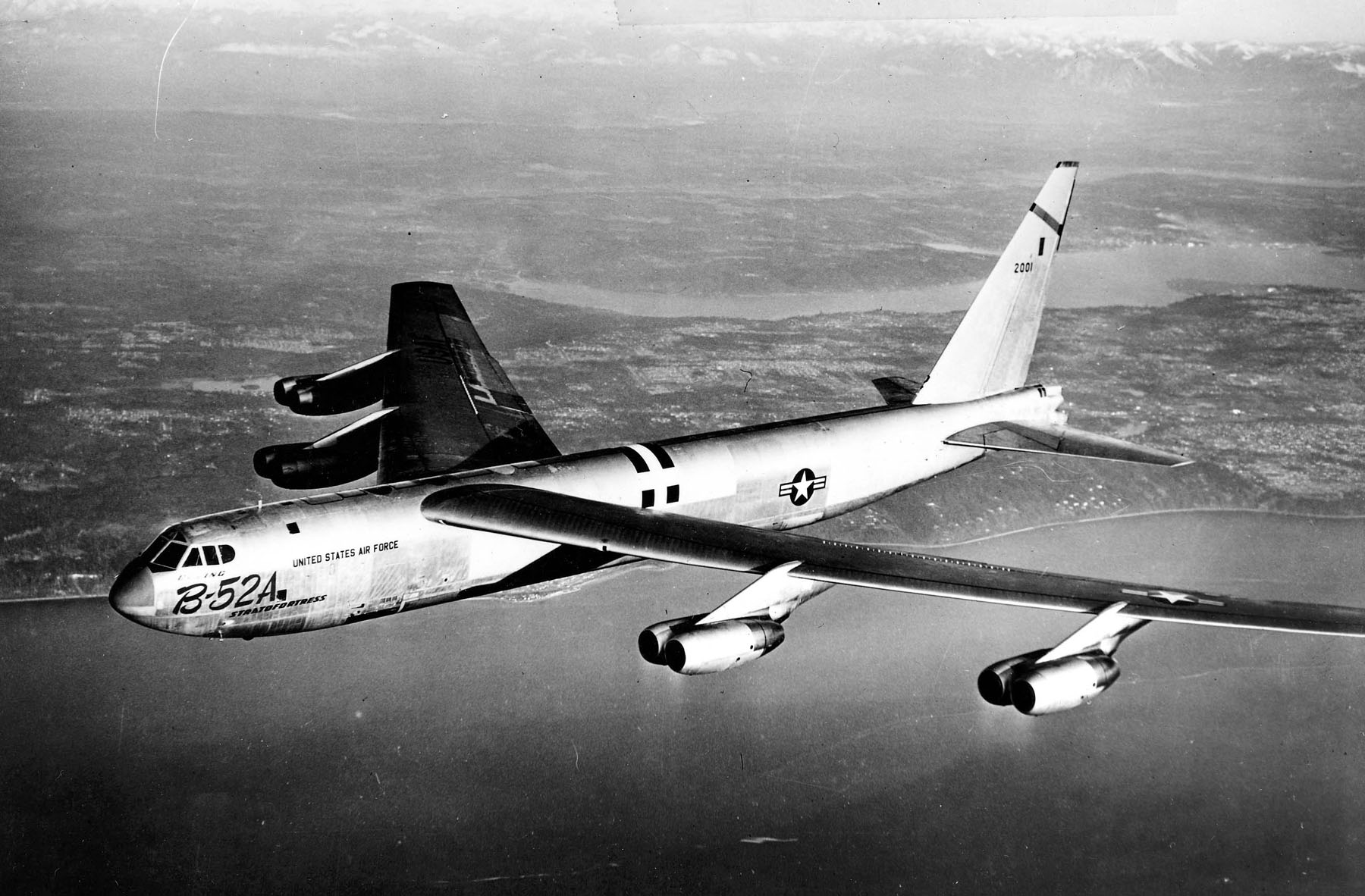
Boeing B-52A (N. S. 52-001) en vol, ja amb cabina convencional.

Dels tretze B-52A demanats només se'n van construir tres. Van ser retornats a Boeing, i usats al seu programa de proves. El 9 de juny de 1952 el contracte de febrer de 1951 va ser actualitzat per demanar l'avió sota noves especificacions. Els deu avions restants es van completar com a B-52B i va ser el primer model a entrar en servei. La cerimònia de presentació (roll out) va ser el 18 de març de 1954, on el Cap d'Estat Major de la Força Aèria, el general Nathan Farragut Twining va dir:
| « | «El mosquet llarg va ser la gran arma del seu dia. ...Avui dia aquest B-52 és el mosquet llarg de l'era de l'aire». | » |

El B-52 va passar per diversos canvis de disseny que van fer que fos produït en diferents variants, des del model A fins al H, durant els seus 10 anys de fabricació. Als avions existents se'ls van anar aplicant nombrosos programes d'actualització per millorar-ne les capacitats.

## Disseny

### Característiques generals
El B-52 és un bombarder pesant de llarg abast que pot dur a terme diversos tipus de missions. Es tracta d'un avió amb ala en fletxa de 35°, vuit motors de reacció muntats per parelles en quatre suports subalars, i tren d'aterratge principal de quàdruple bicicle amb dues rodes addicionals sota ala. Una característica notable del tren d'aterratge és la capacitat de girar el tren principal fins a 20° pel que fa a la línia central de l'avió per augmentar la seguretat durant aterratges amb vent creuat. És capaç de volar a altes velocitats subsòniques a altituds de fins a 15 km. Pot portar armament convencional guiat de precisió o nuclear amb capacitat d'abast a nivell mundial.
En un conflicte convencional, el B-52 pot dur a terme atacs estratègics, suport aeri proper, interdicció aèria, ofensives aèries i operacions marítimes. L'ús de l'abastament en vol fa que el B-52 tingui un abast només limitat per l'aguant de la tripulació. Sense l'abastament en vol, el seu radi d'acció és d'uns 14000 km. És altament efectiu quan s'usa per a vigilància marítima, podent assistir a l'Armada en operacions antibuc i col·locació de mines. Dos avions B-52, en dues hores, poden monitorar fins a 364000 quilòmetres quadrats de superfície oceànica.
Els pilots usen ulleres de visió nocturna per millorar la seva visió en la nit; aquestes proporcionen major seguretat durant les operacions de vol a baix nivell incrementant l'habilitat del pilot per veure bé el terreny, evitar els radars enemics i veure altres aeronaus en un entorn sense llums.

### Actualitzacions i modificacions

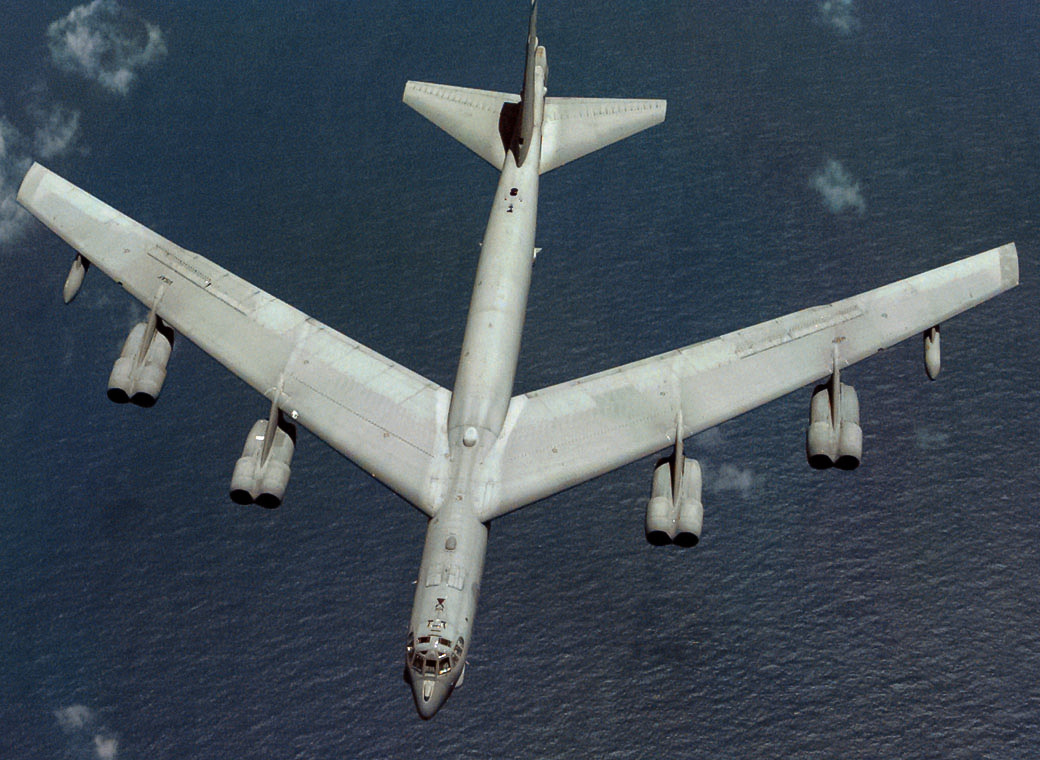
Vista superior d'un B-52H Stratofortress.

El novembre de 1959, el Comandament Aeri Estratègic va iniciar el programa de modificació Big Four (també conegut com a Modification 1000) per a tots els B-52 operacionals excepte pels últims models B. El programa va ser completat el 1963. Les quatre modificacions van ser:
1. Capacitat per realitzar interdicció aèria tot temps a baixa altitud (per sota dels 150 metres) com a resposta als avanços en defenses de míssils de la Unió Soviètica. S'estimava que els vols a baixa cota haguessin accelerat almenys 8 vegades la fatiga estructural dels aparells, requerint costoses reparacions per augmentar la vida de servei.
2. Capacitat per llançar míssils nuclears de llarg abast AGM-28 Hound Dog.
3. Capacitat per llançar cimbells ADM-20 Quail.
4. Un avançat equip de contramesures electròniques.

La capacitat per portar fins a 20 míssils nuclears AGM-69 SRAM va ser afegida als models G i H a partir de 1971. Les fuites de combustible a causa de la deterioració de les abraçadores Marman van seguir afectant a totes les variants del B-52. A aquest efecte, els avions van ser sotmesos als programes Blue Band (1957), Hard Shell (1958), i QuickClip (1958). Aquest últim va equipar corretges de seguretat que impedeixen una pèrdua de combustible catastròfica en cas que falli una abraçadora.
Els continus problemes amb la aviònica avançada es van abordar al programa Jolly Well, completat el 1964, que va millorar components de l'ordinador de terreny i l'ordinador navegacional de bombardeig AN/ASQ-38. L'actualització MADREC (Malfunction Detection and Recording) va equipar un sistema de registre i detecció de funcionaments defectuosos en la majoria dels avions existents el 1965. Aquest podia detectar fallades en aviònica i en sistemes computacionals d'armes, i va ser essencial per al monitoratge dels míssils Hound Dog. La capacitat de contramesures electròniques del B-52 va ser ampliada amb els programes Rivet Rambler (1971) i Rivet Ace (1973).

#### Canvis estructurals

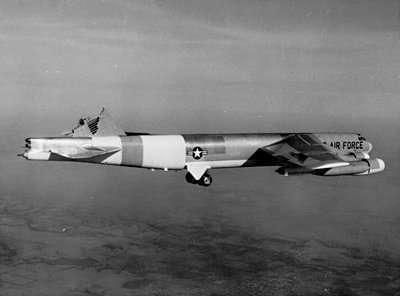
Un B-52H (N. S. 61–023), configurat en aquest moment com a banc de proves per investigar fallades estructurals, continua volant després de perdre el seu estabilitzador vertical a causa d'una turbulència severa el 10 de gener de 1964. Va aterrar sense problemes i va continuar en servei fins al 2008.

La fatiga estructural, agreujada pel canvi a missions de baixa altitud, va ser tractada per primera vegada a principis dels anys 1960 mitjançant el programa de tres fases High Stress, en què es va involucrar als avions quan arribaven a les 2000 hores de vol. Això va ser seguit d'una extensió de vida de servei de 2000 hores per a alguns aparells seleccionats el 1966-1968, i l'extens canvi de revestiment Pacer Plank completat el 1977. El dipòsit integral introduït en els models G i H era encara més susceptible a la fatiga a causa que experimentava un 60% més de tensions durant el vol que l'ala antiga. Les ales van ser modificades el 1964 sota el programa ECP 1050. Aquest va ser seguit d'una substitució de travessers i recobriment (ECP 1185) el 1966, i del programa B-52 Stability Augmentation and Flight Control (ECP 1195) el 1967 per augmentar l'estabilitat de l'aeronau.

#### Sistema de visió electro-òptic (EVS) i míssils de creuer
Amb la finalitat de millorar la capacitat d'operar de manera segura a baix nivell durant el dia i la nit, es va incorporar el sistema de visió electro-òptic (EVS) AN/ASQ-151 als B-52G i H entre 1972 i 1976, consistent en un sistema de sensors infraroig d'escombratge frontal (FLIR) i televisió de baix nivell de llum (LLLTV) muntats en uns sortints sota el morro.
Amb intenció de millorar encara més la capacitat ofensiva dels B-52, es va decidir adaptar-ho per a l'ús de míssils de creuer llançables des de l'avió (ALCM per les seves sigles en anglès; Air Launched Cruise Missiles). Després de provar tant l'AGM-86 ALCM recolzat per la Força Aèria com el BGM-109 Tomahawk recolzat per la Armada, es va triar l'AGM-86B per ser utilitzat pel B-52 (i finalment pel Rockwell B-1 Lancer). Van ser modificats un total de 194 avions B-52G i H per poder portar 12 míssils AGM-86 en pilons subalars, i 82 B-52H van ser modificats una vegada més per poder portar altres 8 míssils en una llançadora rotativa dins del celler de bombes de l'aeronau. Amb la finalitat de complir els requisits del tractat SALT II sobre avions armats amb míssils de creuer, els B-52G armats amb míssils de creuer van ser modificats amb un carenat d'encastament alar distintiu perquè els satèl·lits de reconeixement els identifiquessin fàcilment. Com es va assumir que tots els B-52H van ser modificats, aquest model no va requerir modificacions visuals addicionals. El 1990 va entrar en servei el míssil de creuer amb capacitat furtiva AGM-129 ACM. Encara que al principi estava previst que reemplacés a l'AGM-86, el seu alt cost i el final de la Guerra Freda van suposar la parada de la seva producció després de només 450 unitats fabricades. A diferència de l'AGM-86, de l'AGM-129 no es van construir versions convencionals (no nuclears).

#### Proposta de remotorització
Boeing va suggerir remotoritzar la flota de B-52H amb el Rolls-Royce RB211 534E-4, des dels motors del disseny original Pratt & Whitney J57 en els primers models, es tractaria de substituir els vuit nous motors Pratt & Whitney TF33 (amb una embranzida total de 8 × 17.000 lbf) per quatre motors RB211 (amb una embranzida total de 4 × 37400 lbf). Aconseguint un increment de potència del 18% pel que fa als actuals, els motors Rolls-Royce incrementarien l'abast i la càrrega útil dels avions i a més reduirien el consum de combustible significativament. No obstant això, el cost del projecte podria ser elevat i no es va poder realitzar, l'avió encara manté el disseny original de 8 motors.
La seva consecució tindria un cost aproximat de 2560 milions de dòlars (36 milions × 71 avions). El càlcul planejat per Boeing va ser de 4700 milions de dòlars, en canvi un estudi de la proposta fet per la Government Accountability Office (GAO) va concloure que costaria 1300 milions de dòlars més que mantenir els motors existents. El major cost va ser atribuït a una important despesa en contractació per endavant, canvi d'eines, i al major cost de manteniment dels motors RB211. L'estudi de la GAO posteriorment va ser discutit en un informe de la Defense Sciences Board (DSB) el 2003, i revisat el 2004, identificant nombrosos errors en l'avaluació prèvia de la proposta de Boeing. L'informe de la DSB va demanava la Força Aèria que canviés els motors de l'avió sense demora, i a més va declarar que el programa estalviaria fons, reduiria les emissions de gasos amb efecte d'hivernacle, i incrementaria l'abast i l'autonomia de l'avió, duplicant els resultats de l'estudi del programa dut a terme el 2003. Així i tot, la remotorització encara no ha estat aprovada.

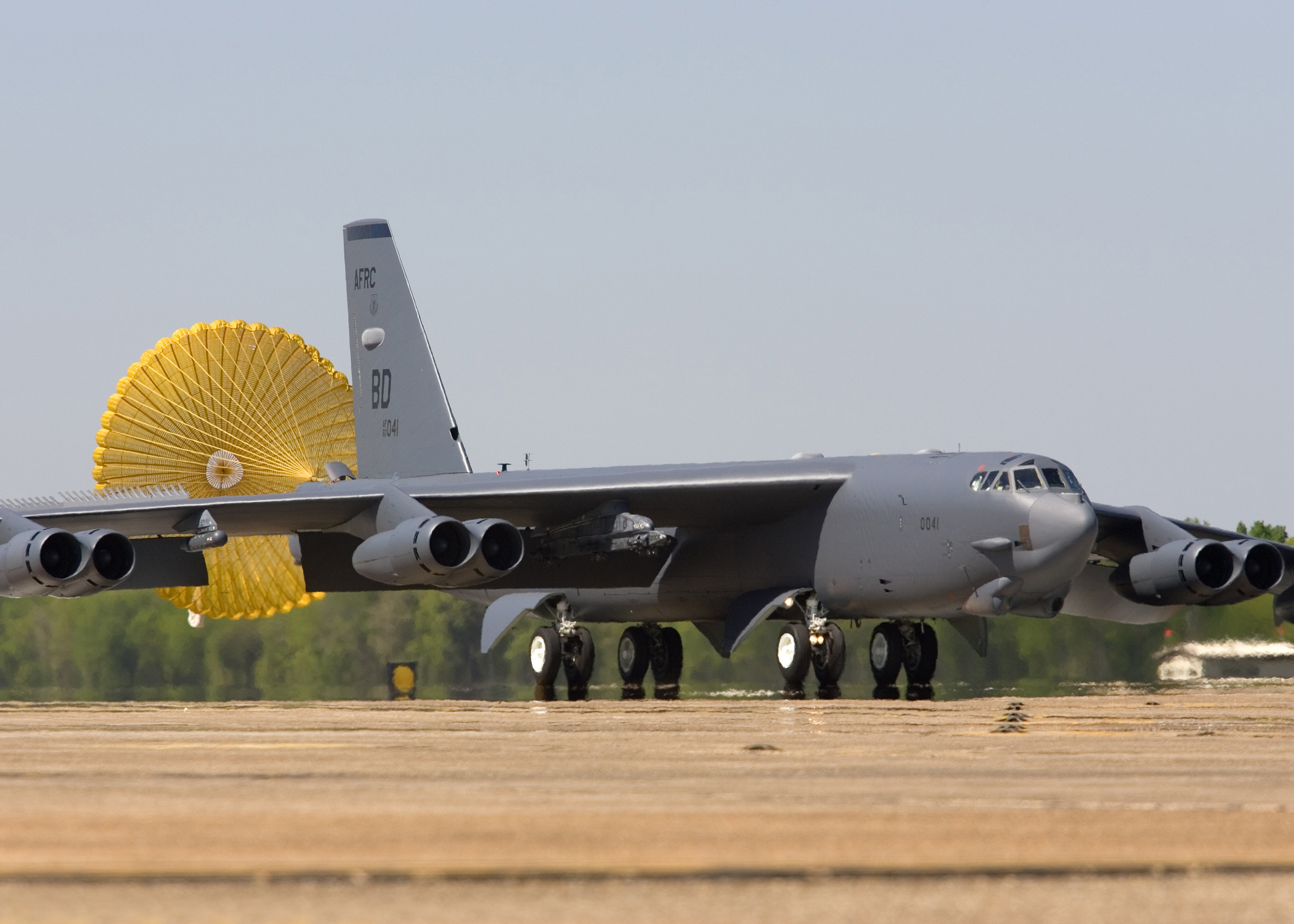
En aquest B-52H aterrant amb un paracaigudes de frenada es pot veure el pod LITENING en un suport subalar entre els motors de la seva ala dreta.

#### Pod LITENING
El 2007 el B-52H va ser equipat amb el pod de recerca d'objectius LITENING, dispositiu encarregat d'incrementar l'eficàcia en combat de l'avió durant el dia, la nit i sota condicions atmosfèriques desfavorables, en l'atac a objectius terrestres amb una varietat d'armes sota guiatge làser a distància. A més amb l'ajuda del sensor infraroig d'escombratge frontal (FLIR) d'alta resolució per obtenir la visualització del rang infraroig de l'espectre electromagnètic i de la càmera CCD, per obtenir imatges de l'objectiu en la part visible de l'espectre, aquesta tecnologia també podria utilitzar-se per transmetre en temps real per a xarxes de comunicacions terrestres i agències governamentals, per reunir informació d'intel·ligència del camp de batalla, avaluar danys en el camp de batalla, avaluar activitats terroristes i activitat de la lluita contra les drogues, augmentant les capacitats i usos de l'avió per diversos anys més.

### Costos
En la següent taula es mostra el cost de desenvolupament dels prototips; els costos de producció de cada variant del B-52 dividits en diversos aspectes, que sumats donen el cost d'enlairament del model; i finalment, el cost de manteniment per cada hora de vol. Els costos estan en dòlars estatunidencs aproximats de 1955 i no han estat ajustats per la inflació.
|                                               | XB-52 / YB-52 | B-52A !B-52B | B-52C      | B-52D     | B-52I     | B-52F     | B-52G     | B-52H     |           |
| --------------------------------------------- | ------------- | ------------ | ---------- | --------- | --------- | --------- | --------- | --------- | --------- |
| Cost d'investigació i desenvolupament unitari | 100 milions   |              |            |           |           |           |           |           |           |
| Estructura                                    |               | 26.433.518   | 11.328.398 | 5.359.017 | 4.654.494 | 3.700.750 | 3.772.247 | 5.351.819 | 6.076.157 |
| Motors                                        |               | 2.848.120    | 2.547.472  | 1.513.220 | 1.291.415 | 1.256.516 | 1.787.191 | 1.427.611 | 1.640.373 |
| Electrònica                                   |               | 50.761       | 61.198     | 71.397    | 68.613    | 54.933    | 60.111    | 66.374    | 61.020    |
| Armament                                      |               | 47.874       | 482.284    | 293.346   | 548.353   | 931.665   | 862.839   | 840.000   | 1.501.422 |
| Artilleria                                    |               | 9.193        | 11.520     | 10.983    | 17.928    | 4.626     | 3.016     | 6.809     | 6.804     |
| Cost d'enlairament (cost flyaway)             |               | 28.380.000   | 14.430.000 | 7.240.000 | 6.580.000 | 5.940.000 | 6.480.000 | 7.690.000 | 9.290.000 |
| Cost de manteniment per hora de vol           |               |              |            |           |           | 925       | 1.025     | 1.025     | 1.182     |

## Variants
| Variant | Produïts            | Entrada en servei    |
| ------- | ------------------- | -------------------- |
| XB-52   | 2                   | Prototips            |
| YB-52   | 1 XB-52 redesignat  |                      |
| B-52A   | 3                   |                      |
| NB-52A  | 1 B-52A modificat   |                      |
| B-52B   | 50                  | 29 de juny de 1955   |
| RB-52B  | 27 B-52B modificats |                      |
| NB-52B  | 1 B-52B modificat   |                      |
| B-52C   | 35                  | Juny de 1956         |
| B-52D   | 170                 | Desembre de 1956     |
| B-52I   | 100                 | Desembre de 1957     |
| B-52F   | 89                  | Juny de 1958         |
| B-52G   | 193                 | 13 de febrer de 1959 |
| B-52H   | 102                 | 9 de maig de 1961    |
| Total   | 744 produïts        |                      |

El B-52 va passar per diversos canvis de disseny i variants durant els seus 10 anys de producció. Se'n va fabricar un total de 744 exemplars, l'últim l'octubre de 1962.

### B-52A
De la primera versió de producció, el B-52A, només es van construir tres avions, i tots van ser prestats a Boeing per les proves en vol. El model de producció B-52A difereix dels prototips en diversos aspectes. La secció davantera del fuselatge va ser redissenyada, la cabina de bombolla amb seients en tàndem va ser reemplaçada per una cabina convencional amb seients costat a costat i també se li va fer una extensió del morro de 53 cm per allotjar més aviònica i un sisè tripulant, l'oficial de guerra electrònica, assegut darrere del pilot mirant cap enrere. En la part posterior del fuselatge se li va muntar una torreta de cua amb quatre metralladores de 12,7 mm (.50) proveïdes de sistema de control de tir, i se li va afegir un sistema d'injecció d'aigua amb un tanc d'aigua de 360 galons (1363 litres) per augmentar la potència dels motors. L'avió també podia transportar un tanc de combustible extern de 1000 galons (3785 litres) sota cada ala. Els tancs actuaven com a amortidors per reduir la flexibilitat de l'ala i també mantenien les puntes de les ales prop del sòl per facilitar el manteniment.
NB-52A

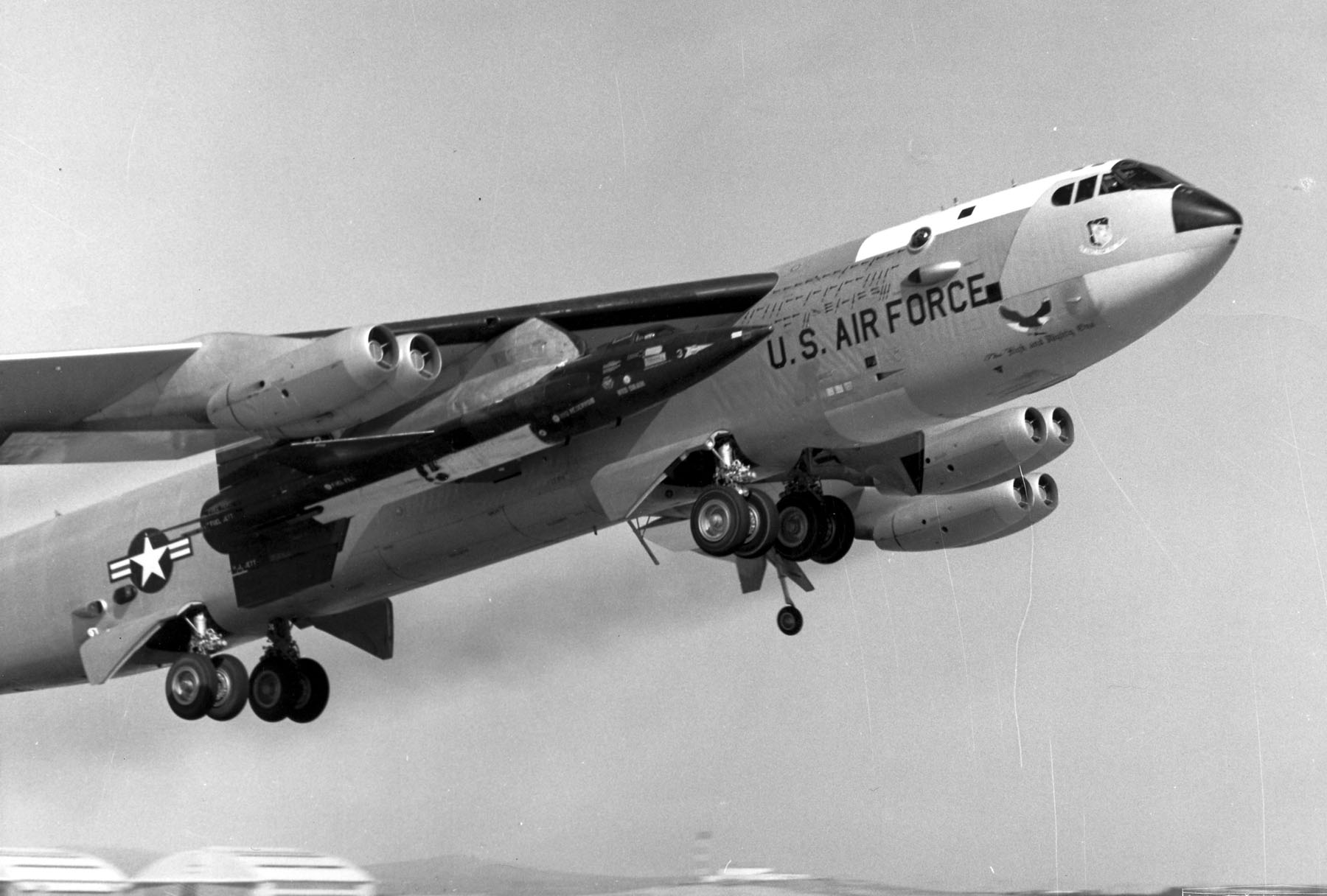
NB-52A transportant un X-15.

L'últim B-52A produït (número de sèrie 52-0003) va ser modificat i redesignat NB-52A el 1959 per transportar l'avió experimental North American X-15. Va ser proveït d'un suport sota l'ala dreta entre el fuselatge i el motor interior i es va retirar una secció d'1,8 m × 2,4 m del flap de l'ala per fer lloc a la cua del X-15. Se li van instal·lar tancs d'oxigen líquid i peròxid d'hidrogen en els cellers de bombes per proveir de combustible al X-15 abans de ser llançat. El primer vol amb el X-15 va ser el 19 de març de 1959, i el primer llançament de l'avió experimental va ser el 8 de juny del mateix any. El NB-52A, anomenat "The High and Mighty One", va transportar el X-15 en 93 dels 199 vols del programa.

### B-52B
La B-52B va ser la primera versió a entrar en servei amb la USAF, el 29 de juny de 1955 amb la 93ª Ala de Bombardeig en la Base de la Força Aèria Castle (Califòrnia). Aquesta versió va incloure canvis menors en els motors Pratt & Whitney J57 i en l'aviònica amb intenció de solucionar uns problemes de poca importància. Els avions van ser immobilitzats en terra temporalment després d'un accident el febrer de 1956 i de nou el juliol, la qual cosa va causar retards en la formació de la tripulació, i a mitjan any encara no hi havia cap grup de B-52 llest per al combat.
Set dels B-52B posteriorment van ser convertits a la versió B-52C amb el denominat «Projecte Girasol» (Project Sunflower).
RB-52B

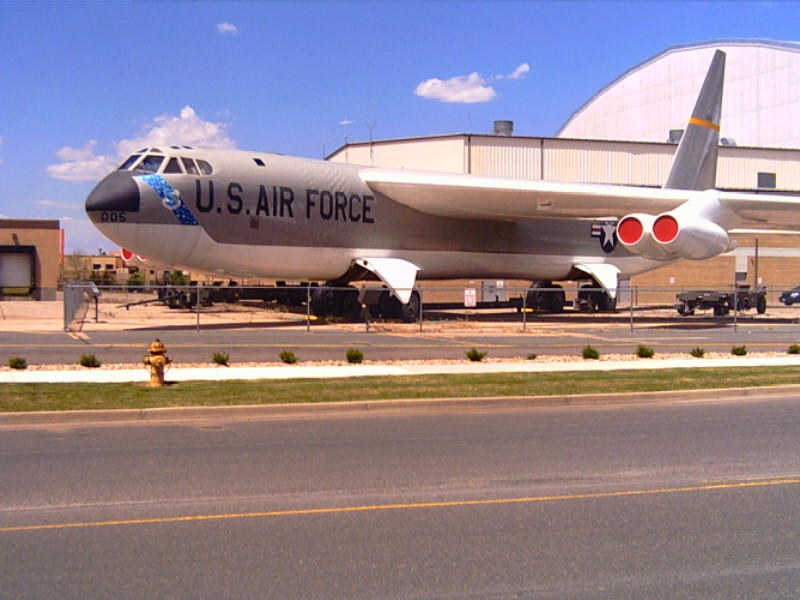
El Balls 5, un RB-52B convertit a B-52B, en el Wings Over the Rockies Air and Space Museum.

Dels 50 B-52B fabricats, 27 tenien capacitat per portar un pod de reconeixement, en aquest cas eren denominats RB-52B i tenien una tripulació incrementada fins als vuit membres. El pod pesava 136 kg i era un contenidor de receptors de ràdio i una combinació de càmeres K-36, K-38, i T-11, tot això manejat per dos operadors asseguts en seients ejectables cap avall. La instal·lació del pod només requeria quatre hores de treball.
NB-52B
El NB-52B va ser el B-52B número de sèrie 52-0008 convertit en plataforma de llançament del X-15. Va estar en servei amb el nom de Balls 8 (pels zeros i el vuit del número de sèrie 52-0008) en suport de les investigacions de la NASA fins al 17 de desembre de 2004, convertint-se en el B-52B més antic a volar. Va ser reemplaçat per un B-52H modificat.

### B-52C
En el B-52C la capacitat de combustible va ser incrementada fins als 41700 galons (157851 litres) per mitjà de la incorporació d'uns tancs de combustible subalars més grans, 3000 galons (11356 litres), augmentant l'abast de l'avió. El pes brut va ser incrementat uns 13605 kg arribant al pes total d'uns 204167 kg. El ventre de l'avió va ser pintat amb pintura de color blanc anti-flaix, destinada a reflectir la radiació tèrmica després d'una detonació nuclear.
RB-52C
RB-52C va ser la designació donada, però rarament utilitzada, als avions B-52C convertits per a tasques de reconeixement de manera similar als RB-52B.

### B-52D
El B-52D va ser un bombarder de llarg abast pur sense opció de reconeixement. La modificacions denominades Big Belly van permetre que el B-52D pogués portar càrregues més pesants de bombes convencionals per realitzar el bombardeig en catifa sobre el Vietnam. Els aparells que van ser destinats a Vietnam van ser pintats de camuflatge amb el ventre negre per evitar ser descoberts pels projectors enemics durant els bombardejos nocturns.

### B-52E

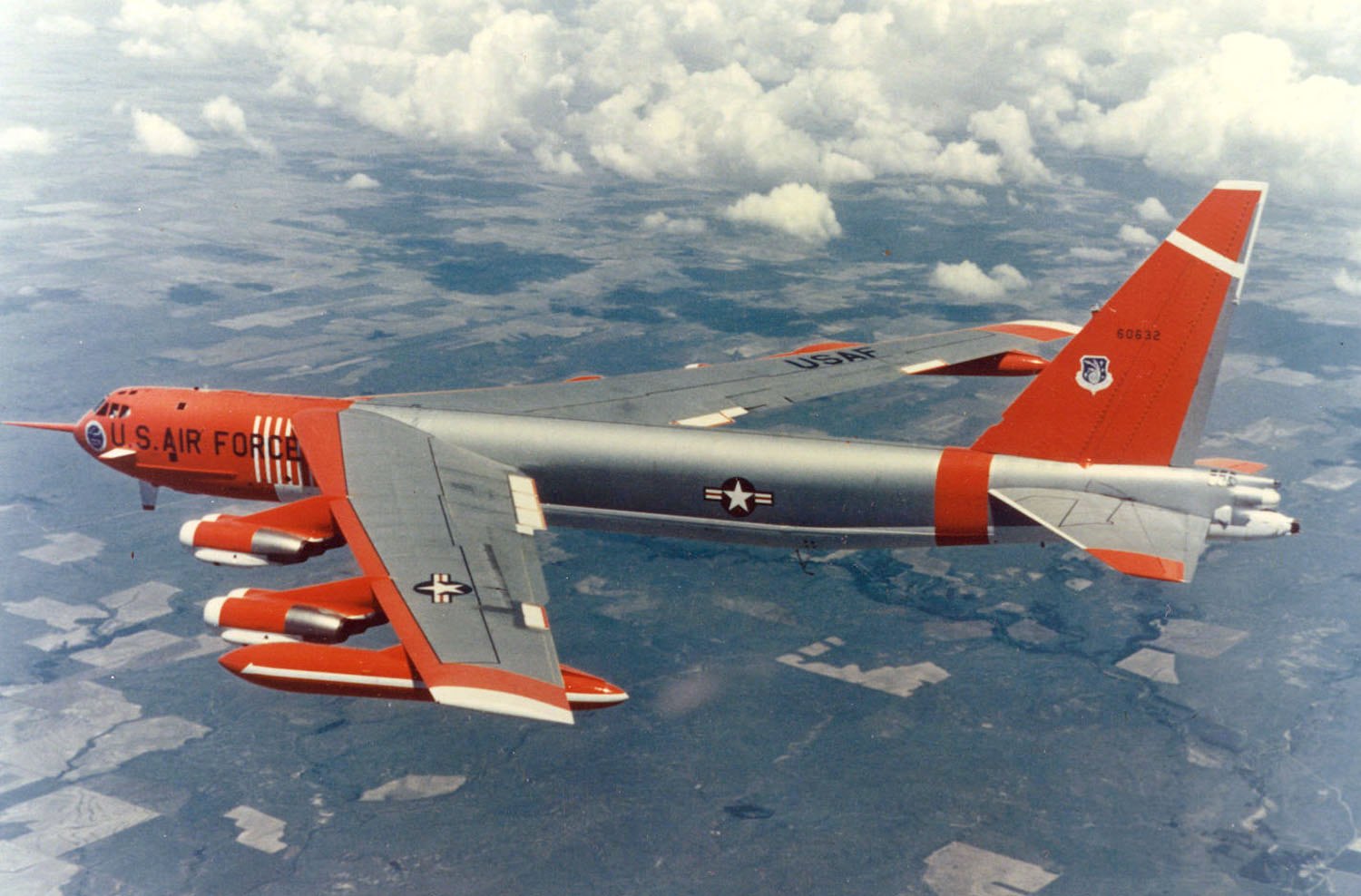
Avió de proves NB-52E.

En la versió B-52E, l'avió va rebre actualitzacions d'aviònica i sistemes de navegació per al bombardeig, per posteriorment ser depurats i inclosos en els següents models.
NB-52E
Un dels avions del model E (número de sèrie 56-0631) va ser modificat com a banc de proves per provar diversos sistemes del B-52. Redesignat com NB-52E, l'avió va ser equipat amb canards i un sistema d'atenuació de càrrega i estabilització LAMS (sigles de Load Alleviation and Mode Stabilization) que redueix la fatiga de l'estructura que provoquen les ràfegues de vent durant els vols a baix nivell. En una ocasió, durant una prova, el NB-52E va volar a 18,5 km/h (10 nusos) més ràpid que la velocitat mai excedida (Vne) sense sofrir cap dany a causa que els canards eliminaven el 30% de les vibracions verticals i el 50% de les horitzontals causades per les ràfegues de vent.

### B-52F
La versió B-52F va rebre els nous motors Pratt & Whitney J57-P-43W amb una major capacitat per al sistema d'injecció d'aigua i nous alternadors, més potents que els primers motors Pratt & Whitney J57. Aquest model va tenir problemes amb fuites de combustible, però finalment es van resoldre amb diversos programes de modificacions, denominats Blue Band, Hard Shell, i QuickClip.

### B-52G

Distribució dels sis tripulants en la cabina d'un B-52G.

El B-52G es va proposar per ampliar la vida de servei dels B-52 durant els retards al programa del B-58 Hustler. Al principi, estava previst realitzar un redisseny bastant radical amb un ala completament nova i amb motors Pratt & Whitney J75. Aquesta petició va ser rebutjada per evitar la desacceleració en la producció, encara que es van dur a terme alguns canvis. El més significant d'ells va ser la introducció d'unes noves ales amb dipòsits de combustible integrals, que van incrementar la capacitat de combustible considerablement però també van augmentar el pes brut de l'avió uns 17235 kg pel que fa a les variants anteriors. Addicionalment, se li van incorporar un parell de tancs de combustible externs de 2650 litres sota les ales. En aquest model es van eliminar els tradicionals alerons, utilitzant en el seu lloc els spoilers per al control d'alabeig. L'estabilitzador vertical va ser retallat 2,4 metres, la capacitat del sistema d'injecció d'aigua va ser incrementada a 4540 litres, i el radom del morro va ser allargat. L'artiller de cua va ser traslladat a la cabina principal i proveït d'un seient ejectable. La tripulació es distribueix segons un concepte denominat "Battle Station" (en català: «estació de batalla») en el qual la tripulació ofensiva (el pilot i el copilot en el pis superior i els dos operadors de sistemes de navegació i bombardeig en el pis inferior) va mirant cap endavant, mentre que la tripulació defensiva (artiller de cua i operador de contramesures electròniques) va en el pis superior mirant cap a la cua de l'avió. El B-52G va entrar en servei el 13 de febrer de 1959 (un dia abans va ser retirat l'últim B-36, fent del Comandament Aeri Estratègic una unitat de bombarders de reacció al complet). Gairebé tots els B-52G van ser destruïts en compliment amb el Tractat de Reducció d'Armes Estratègiques (START I) de 1992. Uns pocs exemplars romanen en museus i com a mostres estàtiques a diverses bases aèries.

### B-52H

Distribució actual dels cinc tripulants en la cabina d'un B-52H.

El B-52H tenia la mateixa tripulació i canvis estructurals que el B-52G. La millora més significativa va ser el canvi dels motors originals pels nous turboventilador Pratt & Whitney TF33-P-3 més grans, els quals, malgrat els problemes de fiabilitat inicials (corregits el 1964 amb el programa Hot Fan), van oferir un considerable millor rendiment i menor consum de combustible pel que fa als turborreactors originals de la primera línia de producció en sèrie Pratt & Whitney J57.
Va ser actualitzat l'equip de contramesures electròniques i l'aviònica, va ser incorporat un nou sistema de control de tir, i l'armament defensiu de la cua va ser canviat de metralladores a un canó automàtic M61 Vulcan de 20 mm. Va ser preparat per a quatre exemplars del previst míssil balístic GAM-87 Skybolt, encara que no va arribar a incorporar-se. Aquesta versió va volar per primera vegada el 10 de juliol de 1960, i va entrar en servei el 9 de maig de 1961. És l'única variant que continua en servei. L'últim aparell produït, el B-52H número de sèrie 61-0040, va sortir de la fàbrica el 26 d'octubre de 1962. Entre 1991 i 1994 van ser eliminats els canons de cua a tots els B-52H, i encara que es van mantenir els instruments associats per si es necessitava tornar a instal·lar-los, es va prescindir dels artillers que els manejaven.

## Operadors
Estats Units
- Força Aèria dels Estats Units (USAF). Actualment els B-52 en servei, uns 70 aparells en servei actiu i 20 en la reserva,[web 1] estan en tres bases de la Força Aèria, volant per a tres Ales i un centre com es mostra a continuació:

| Comandament d'Atac Global de la Força Aèria | 2ª Ala de Bombardeig - Barksdale AFB, Louisiana (Codi de cua: LA)   | - 11º Esquadró de Bombardeig (Ratlla de cua: orada) - 20º Esquadró de Bombardeig (Ratlla de cua: blau) - 96º Esquadró de Bombardeig (Ratlla de cua: vermella) |
| Comandament d'Atac Global de la Força Aèria | 5ª Ala de Bombardeig - Minot AFB, Dakota del Nord (Codi de cua: MT) | - 23º Esquadró de Bombardeig (Ratlla de cua: vermella) - 69º Esquadró de Bombardeig                                                                           |
| Comandament de Reserva de la Força Aèria    | 917ª Ala - Barksdale AFB, Louisiana                                 | - 93º Esquadró de Bombardeig (Model B-52H, Codi de cua: BD, Ratlla de cua: blava/orada)                                                                       |
| Comandament de Material de la Força Aèria   | Centre de Prova en Vol de la Força Aèria - Edwards AFB, Califòrnia  | |

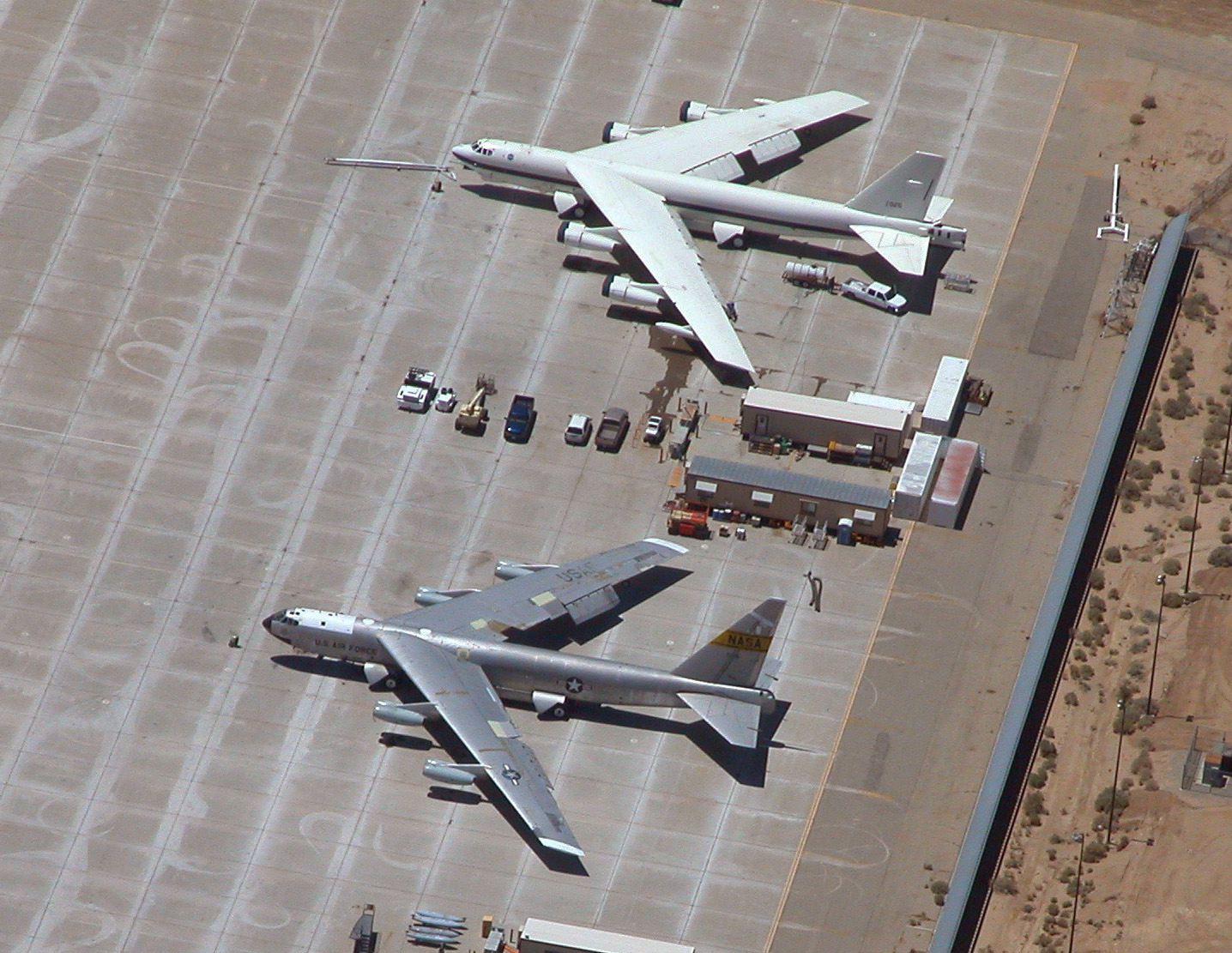
NB-52B Balls 8 de la NASA (a baix) junt el seu reemplaçament B-52H en l'Edwards AFB.

- Administració Nacional d'Aeronàutica i de l'Espai (NASA). La NASA va utilitzar alguns exemplars de B-52 com a bancs de proves i avions nodrissa pel llançament d'avions experimentals. Va rebre el 1959 el NB-52A (número de sèrie 52-0003), anomenat "The High and Mighty One", per al llançament de l'avió experimental X-15; aquest va ser reemplaçat pel NB-52B (número de sèrie 52-0008), anomenat Balls 8, que va estar en servei fins al 17 de desembre de 2004 participant en el llançament de diversos programes experimentals de la NASA; en aquest moment va ser reemplaçat per un B-52H modificat (número de sèrie 61-0025), però a causa de la falta de programes que requerissin el seu ús, aquest va ser retornat a la Força Aèria a mitjan 2007.[web 34]

## Història operacional
Durant més de quaranta anys el B-52 Stratofortress ha estat l'espina dorsal de la força de bombardeig estratègic dels Estats Units. Va ser utilitzat en operacions de combat com a bombarder de llarg abast, llançant gran varietat d'armament convencional (bombes de caiguda lliure, bombes guiades de precisió i míssils de creuer); també va ser utilitzat en missions de dissuasió durant la Guerra Freda solcant els cels de manera contínua amb el seu armament nuclear.
En circumstàncies informals, rares vegades s'utilitza el nom oficial "Stratofortress"; el personal involucrat en l'avió se sol referir a ell com a BUFF, acrònim en anglès de Big Ugly Fat Fucker (en català: «Gran cabró lleig i gros» "literal"), si bé de vegades se substitueix Fucker ("Cabró") per Fellow ("Tipus") perquè no sigui tan malsonant.

### Entrada en servei i primeres operacions

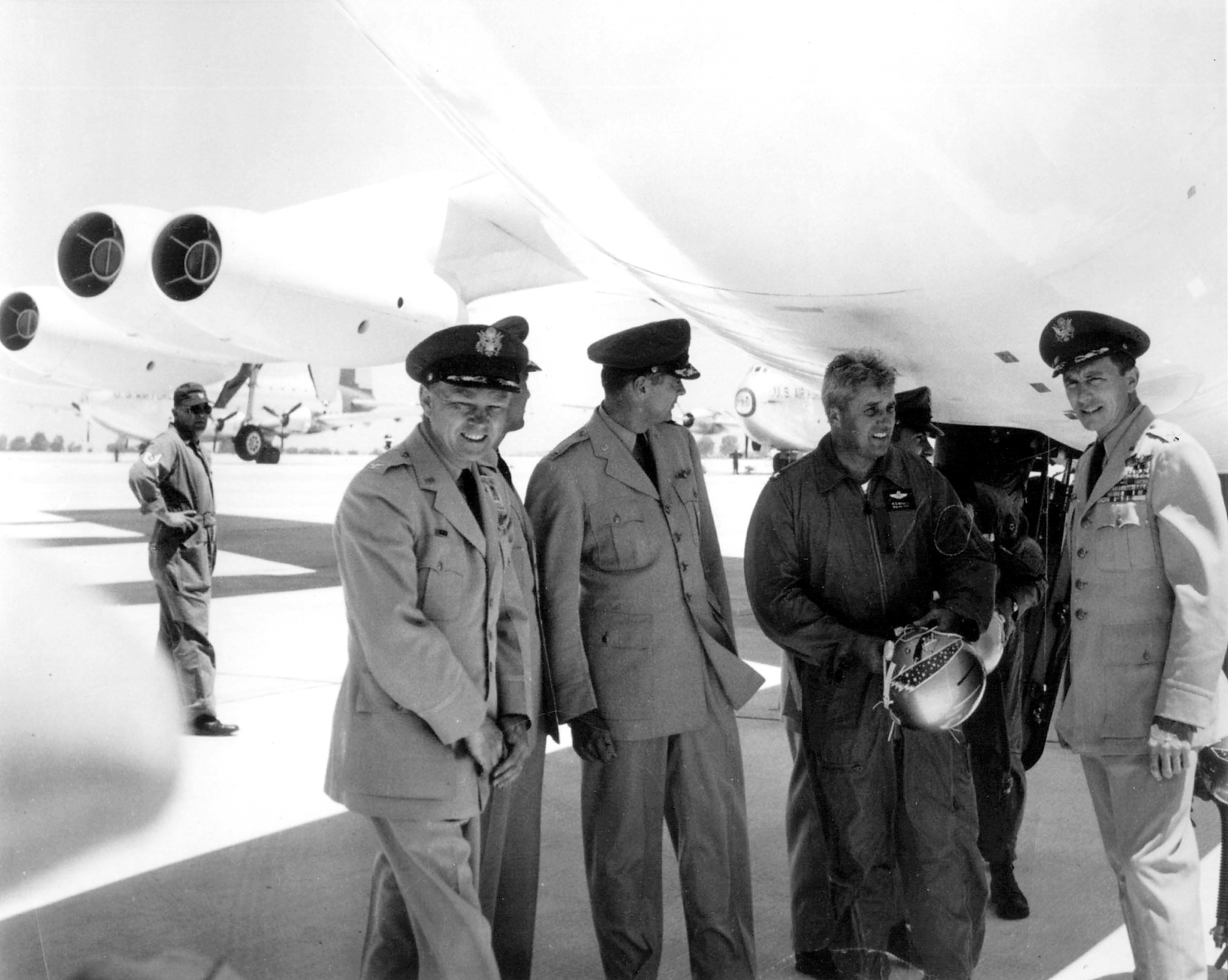
Arribada del primer B-52B operacional a la Base de la Força Aèria Castle, juny de 1955.

Encara que el B-52A va ser la primera variant de producció, aquest model només es va utilitzar en proves. La primera versió operacional va ser el B-52B, que es va desenvolupar en paral·lel amb els prototips des de 1951. El B-52B va volar per primera vegada al desembre de 1954 (el número de sèrie 52-8711) i va entrar en servei amb la 93ª Ala de Bombardeig Pesat en la Base de la Força Aèria Castle, Califòrnia, el 29 de juny de 1955. L'ala va passar a ser operacional el 12 de març de 1956. L'entrenament de les tripulacions de B-52 va consistir en cinc setmanes d'ensenyament en terra i quatre setmanes de vol, acumulant entre 35 i 50 hores en l'aire. Els nous B-52B van reemplaçar als B-36 operacionals d'un en un.
Les primeres operacions van sofrir complicacions per falta de peces de recanvi i instal·lacions de terra mentre les rampes i les pistes de rodatge es van deteriorar pel pes de l'aeronau. El sistema d'alimentació de combustible era propens a fuites i a formació de gel, i els ordinadors de control de tir i bombardeig no eren fiables. La cabina de dos pisos va presentar un problema peculiar de climatització: l'habitacle dels pilots era escalfat per la llum solar mentre que l'observador i el navegant en el pis inferior s'asseien sobre el sòl gelat. En conseqüència, establir una temperatura confortable per als pilots causava que els altres membres de tripulació passessin massa fred, mentre que una temperatura confortable per als tripulants de la zona baixa causava que els pilots passessin massa calor. Els motors J57 encara eren nous i poc fiables. El febrer de 1956 una fallada d'un alternador va causar el primer accident fatal d'un B-52, que va resultar en una breu immobilització en terra de la flota. Després, el juliol, uns problemes amb el sistema hidràulic i de combustible van tornar a immobilitzar els B-52. Per evitar problemes de manteniment, la Força Aèria va establir equips de cinquanta contractistes de manteniment a cada base dels B-52, equips que van ser denominats Sky Speed. A més del manteniment, aquests equips van realitzar revisions rutinàries d'una setmana per avió.
El 21 de maig de 1956, un B-52B (número de sèrie 52-0013) va llançar la seva primera bomba d'hidrogen (una Mk 15) sobre l'Atol Bikini.

### Rècords

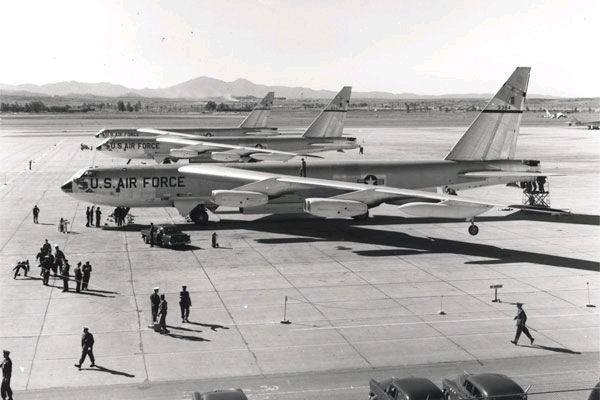
Tres B-52B de la 93ª Ala de Bombardeig es preparen per partir cap a la Base de la Força Aèria Castle, a Califòrnia, per després realitzar el seu vol rècord al voltant del món el 1957.

Els dies 24 i 25 de novembre de 1956, quatre B-52B de la 93ª Ala de Bombardeig i quatre B-52C de la 42a Ala de Bombardeig van realitzar un vol sense escales al voltant del perímetre d'Amèrica del Nord, en l'anomenada Operació Quick Kick, recorrent 25.000 km en 31 hores i mitja. El Comandament Aeri Estratègic va assenyalar que el temps de vol podria haver estat reduït en cinc o sis hores si pels quatre reproveïments en vol s'haguessin utilitzat veloços avions cisterna de reacció en lloc dels KC-97 Stratotanker d'hèlices. En una demostració de l'abast global del bombarder estratègic estatunidenc, entre el 16 i el 18 de gener de 1957, tres B-52B van realitzar un vol sense escales al voltant del món durant l'Operació Power Flite, recorrent 39165 km en 45 hores i 19 minuts (velocitat mitjana de 864,25 km/h) i sent reproveïts en vol en diverses ocasions per avions KC-97. La 93a Ala de Bombardeig va rebre el Trofeu Mackay pel seu assoliment.

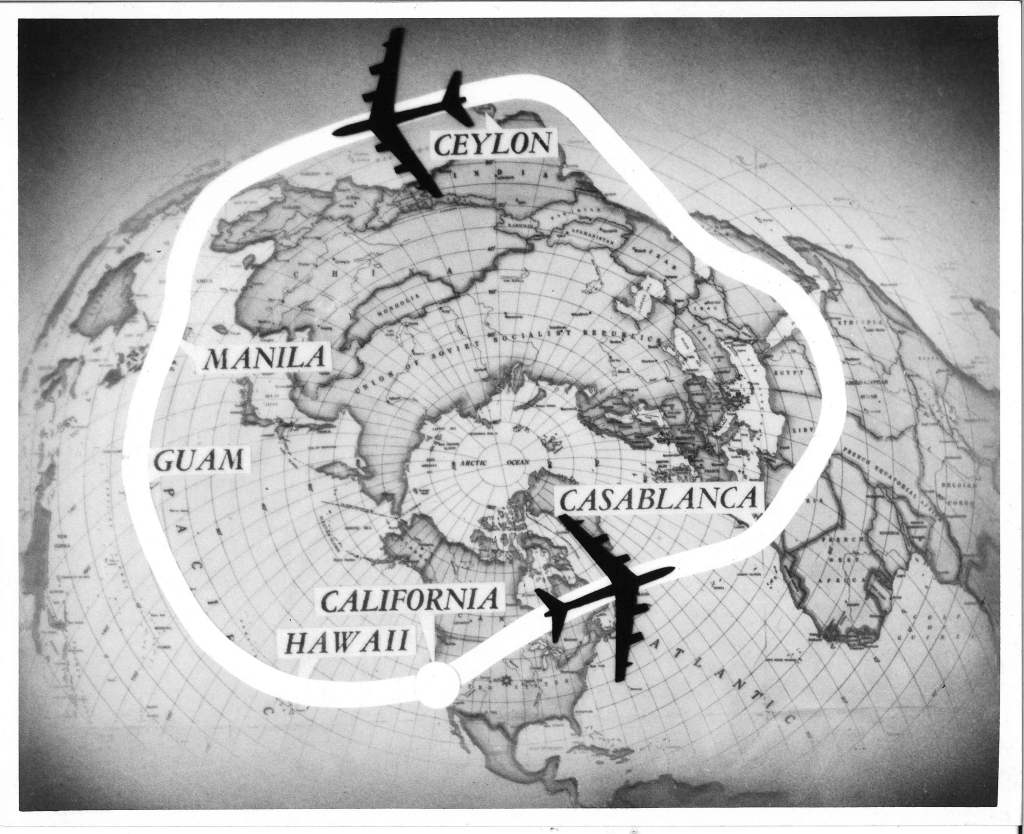
Recorregut dels tres B-52 en el vol al voltant del món de 1957.

El B-52 va establir molts rècords en els anys següents. El 26 de setembre de 1958, un B-52D va establir un rècord mundial de velocitat de 902 km/h sobre un circuit tancat de 10.000 quilòmetres sense càrrega. El mateix dia, un altre B-52D va establir un rècord de velocitat mundial de 962 km/h sobre un circuit tancat de 5.000 km sense càrrega. El 14 de desembre de 1960, un B-52G va establir un rècord mundial en volar 16227 km sense repostar, el vol va durar 19 hores i 44 minuts (822,3 km/h). Entre el 10 i l'11 de gener de 1962, un B-52H va establir un rècord mundial en volar sense reproveïr-se des de la Base Aèria de Kadena, Okinawa (Japó), a la Base Aèria de Torrejón, Espanya, un recorregut de 20.177 km.
El 1963 el Comandament Aeri Estratègic va aconseguir la màxima força (quant a nombre de bombarders), concretament estaven operatius 650 avions B-52 repartits en 42 esquadrons i 38 bases aèries.

### Guerra de Vietnam

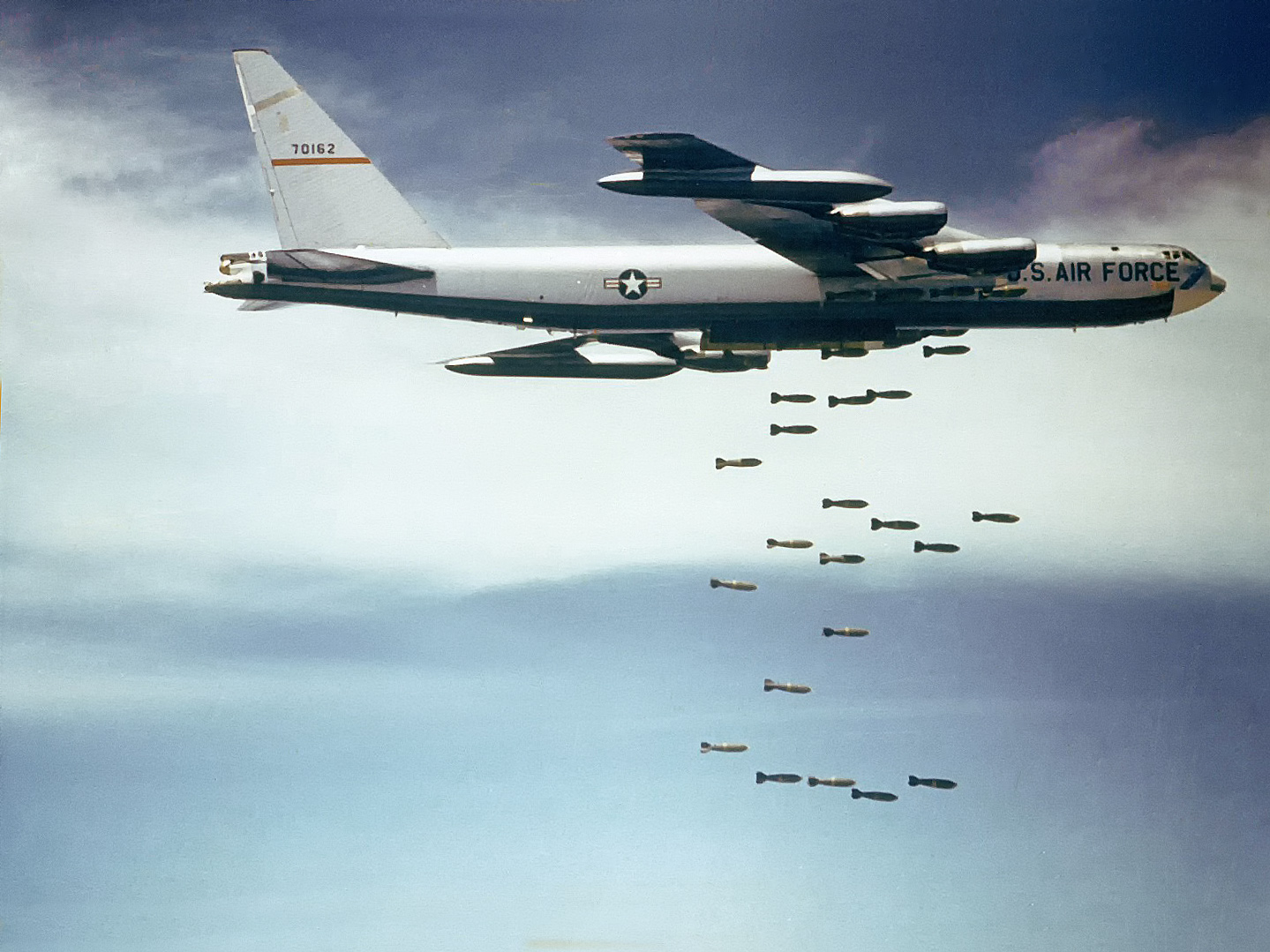
Un B-52F deixant anar la seva càrrega de bombes sobre Vietnam.

Amb la situació d'escalada en el sud-est asiàtic, el juny de 1964, 28 B-52F van ser equipats amb suports externs per 24 bombes de 340 kg (750 lliures) sota el projecte South Bay. Uns 46 avions addicionals van rebre modificacions similars sota el projecte Sun Bath. El març de 1965, els Estats Units van començar l'Operació Rolling Thunder, i la primera missió de combat de l'Operació Arc Light va ser duta a terme per aparells B-52F el 18 de juny de 1965, quan 30 bombarders del 9º i 441º Esquadró de Bombardeig van atacar un bastió comunista prop de Ben Cat al Vietnam del Sud. En aquesta ocasió es va evidenciar la falta d'entrenament al vol en formació de les tripulacions, que van causar alguns greus incidents. La primera onada de bombarders va arribar massa aviat al punt de trobada designada i mentre maniobraven per mantenir la posició es va produir una col·lisió entre dos d'ells, provocant la pèrdua de tots dos aparells i la mort de vuit tripulants, segons la versió oficial de la Força Aèria. Els altres bombarders, menys un que va haver de tornar a causa de problemes mecànics, van continuar cap a l'objectiu, que va ser bombardejat amb èxit.
Com en moltes altres seccions de la USAF, també els pilots dels B-52 que prestaven servei en la força aèria eren generalment joves amb poca o cap experiència que operaven per primera vegada en un conflicte. Pel que fa a la Guerra de Corea, molts dels pilots veterans ja havien estat donats de baixa del servei i volaven avions amb inferiors característiques, deixant la major part de grups aeris sense personal amb suficient experiència.
En els primers dies de l'Operació Linebacker II la USAF es va ressentir de la falta de pilots capaços d'operar en grans grups de vol, la qual cosa causava freqüentment retards en la finalització de les operacions per l'escassa coordinació entre les tripulacions. En sis mesos els B-52 desplegats en el sud-est asiàtic van dur a terme més de 100 missions de bombardeig, i fins al final de l'any els B-52 havien llançat una mitjana de 8.000 tones de bombes al mes.

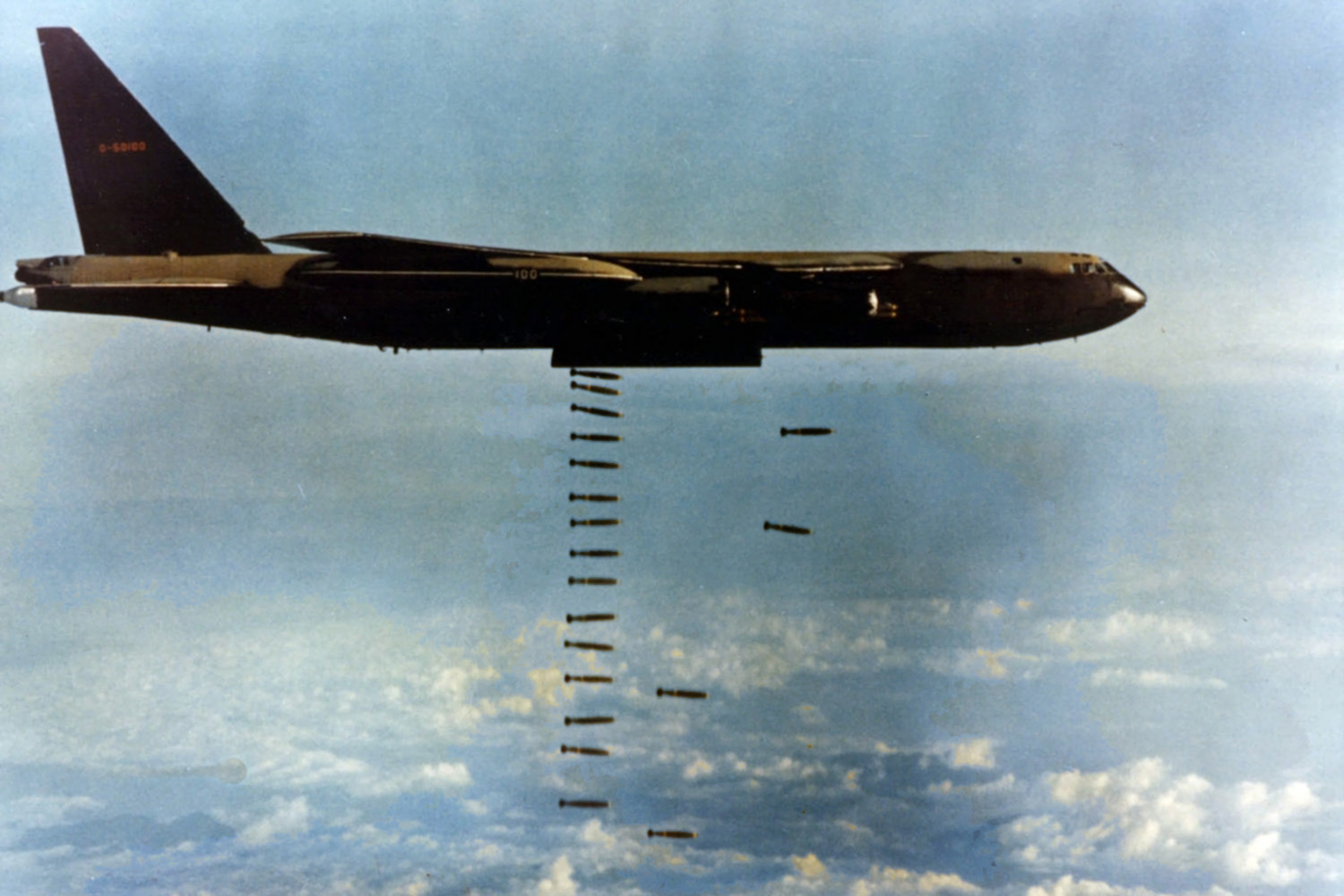
B-52D durant un bombardeig al Vietnam.

El desembre de 1965, una sèrie de B-52D es va sotmetre a modificacions Big Belly per incrementar la capacitat de bombes per realitzar bombardeig en catifa. Mentre la càrrega externa va continuar sent de 24 bombes de 227 kg (500 lb) o 340 kg (750 lb), la capacitat interna va ser incrementada de 27 a 84 bombes de 500 lb i de 27 a 42 bombes de 750 lb. La modificació Big Belly proporcionava ara suficient capacitat per a un total de 27215 kg (60000 lliures) en 108 bombes. Així modificats, els B-52D podien portar gairebé 10 tones més de bombes que els B-52F. Reemplaçant als B-52F, els B-52D modificats van entrar en combat l'abril de 1966, volant des de la Base de la Força Aèria Andersen, a Guam. Cada missió de bombardeig durava de deu a dotze hores amb abastament en vol de KC-135 Stratotanker. La primavera de 1967, els avions van començar a sortir des de l'aeròdrom U-Tapao a Tailàndia amb l'avantatge de no necessitar proveir-se de combustible en vol. A partir de llavors aquestes missions només duraven de 2 a 3 hores. El 15 d'abril de 1968, una Unitat d'Entrenament de Reemplaçament es va establir en la Base de la Força Aèria Castle per convertir a les tripulacions dels models des de B-52E fins a B-52H als B-52D perquè poguessin participar en el combat del sud-est asiàtic.
El 22 de novembre de 1972, un B-52D (número de sèrie 55-0110) procedent d'U-Tapao va rebre l'impacte d'un míssil superfície-aire mentre realitzava una incursió sobre Vinh. La tripulació es va veure forçada a abandonar l'avió danyat sobre Tailàndia. Aquest va ser el primer B-52 a ser destruït per foc hostil a Vietnam.
L'apogeu dels atacs de B-52 a Vietnam va ser l'Operació Linebacker II (de vegades anomenada «Bombardeig de Nadal», en anglès Christmas Bombing) que va consistir en una sèrie d'onades de bombarders B-52 (en la seva majoria models D, però també alguns G desproveïts d'equipament de guerra electrònica i amb una menor càrrega de bombes). Durant dotze dies els B-52 van realitzar 729 incursions, llançant 15237 tones de bombes sobre Hanoi, Haiphong, i altres objectius. En total, es van perdre trenta B-52 durant la guerra, incloent deu B-52 abatuts sobre el Vietnam del Nord i cinc més de danyats que van acabar estavellant-se a Laos o Tailàndia.
Victòries aire-aire

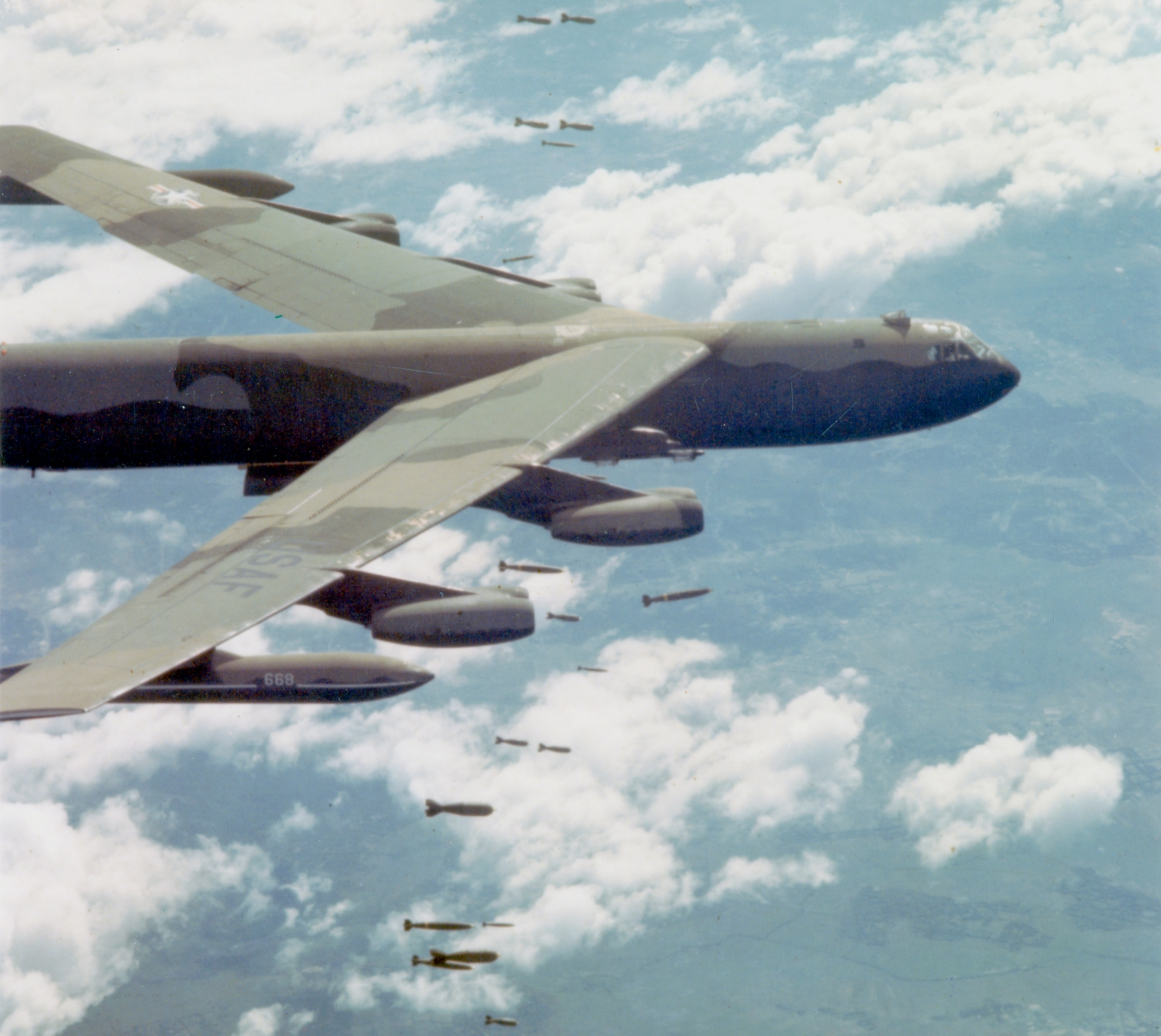
B-52D sobre Vietnam.

Durant la Guerra de Vietnam, dos artillers de cua de B-52D es van acreditar l'abatiment de dos caces Mikoyan-Gurevich MiG-21 "Fishbed".
El 18 de desembre de 1972, el B-52 en el qual anava l'artiller de cua SSgt Samuel O. Turner acabava d'acabar una missió de bombardeig de l'Operació Linebacker II i es disposava a tornar quan es va apropar un MiG-21 de la Força Aèria de Vietnam del Nord. Quan el caça va entrar dins del seu abast, Turner va disparar la seva quàdruple metralladora calibre .50. El MiG va explotar a popa del bombarder, una victòria confirmada pel MSG Lewis E. Le Blance, l'artiller de cua d'un Stratofortress proper. Turner va rebre una Estrella de Plata per les seves accions. Aquest B-52, número de sèrie 55-0676, està preservat en exposició en la Base de la Força Aèria Fairchild a Spokane, Washington.>
El 24 de desembre de 1972, durant la mateixa campanya de bombardeig, el B-52 Diamond Lil es dirigia a bombardejar les estacions de classificació de Thai Nguyen quan l'artiller de cua A1C Albert E. Moore va poder veure com un MiG-21 s'aproximava a tota velocitat. Moore va obrir foc amb les seves metralladores a uns 3600 metres, i no va deixar de disparar fins que el caça va desaparèixer de la seva mira. El TSG Clarence W. Xut, un artiller de cua d'un altre Stratofortress, va observar com el MiG es va incendiar i va caure. El Diamond Lil es troba conservat en exposició en l'Acadèmia de la Força Aèria dels Estats Units a Colorado.
Aquestes victòries van convertir el B-52 en l'avió més gros a acreditar abatiments aire-aire. Moore va ser l'últim artiller de bombarder a abatre una aeronau enemiga amb metralladores en un combat aeri. L'última missió Arc Light va tenir lloc el 15 d'agost de 1973 i tots els B-52 van abandonar el sud-est asiàtic poc després.

### Guerra Freda

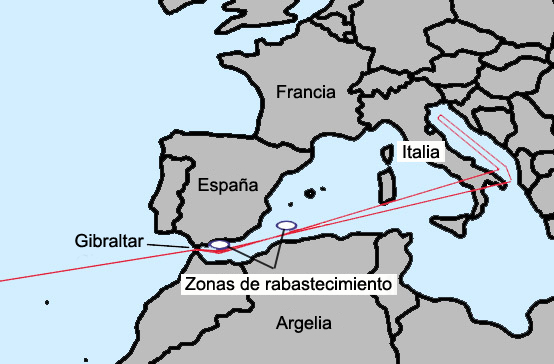
Ruta del sud dels vols d'alerta nuclear de la "Operació Chrome Dome".

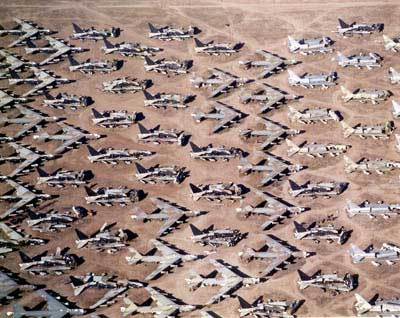
Els B-52 retirats van ser emmagatzemats en el 309th AMARG (abans AMARC), un centre d'emmagatzematge en el desert sovint anomenat el "Boneyard" (cementiri) en la Davis-Monthan AFB prop de Tucson, Arizona.

Durant la Guerra Freda, els B-52 van realitzar la comesa d'alerta nuclear aèria sota noms en clau com Head Start, Chrome Dome, Hard Head, Round Robin, i Giant Lance. Els bombarders vagaven per punts propers a la Unió Soviètica per disposar de capacitat de contraatac o realitzar un primer atac ràpid en cas de guerra nuclear.
Els B-52B van arribar al final de la seva vida de servei estructural a mitjan anys 1960 i tots van ser retirats abans de finalitzar el juny de 1966, seguits per l'últim dels B-52C que va ser retirat el 29 de setembre de 1971; l'excepció va ser el B-52B 008 de la NASA que no va ser retirat fins al 2004 de la Base de la Força Aèria Edwards (Califòrnia). Un avió conservat de la versió B, el número de sèrie 005, es troba exposat en el Wings Over the Rockies Air and Space Museum a Denver, Colorado.
Uns pocs dels models E, els més antics, van ser retirats el 1967 i 1968, però la major part (82) va ser entre maig de 1969 i març de 1970. La majoria dels models F també es van retirar entre 1967 i 1973, però 23 van sobreviure com a avions d'entrenament fins a finals de 1978.
La flota de models D va servir durant més temps. Vuitanta d'ells van ser actualitzats sota el programa Pacer Plank (ECP 1581) en la planta Wichita de Boeing. El recobriment inferior de fuselatge i ales va ser reemplaçat, i diversos components estructurals van ser renovats. El treball es va completar el 1977. La flota de models D va quedar pràcticament intacta fins a finals de 1978, quan 37 avions B-52D sense actualitzar van ser retirats. Els altres van ser retirats entre 1982 i 1983.
Els restants models G i H van ser usats per a la comesa d'estat d'alerta nuclear com a part del triple arsenal nuclear dels Estats Units, arsenal format per la combinació de míssils nuclears terrestres, míssils nuclears transportats per submarins i bombarders nuclears. El B-1B Lancer, que estava destinat a substituir el B-52, només va reemplaçar els models més antics i el supersònic General Dynamics FB-111.
El 1991, els B-52 van cessar la comesa d'alerta nuclear de 24 hores contínues.
Després de la caiguda de la Unió Soviètica, els B-52G van ser destruïts pels termes del Tractat de Reducció d'Armes Estratègiques (START). L'AMARG es va encarregar de l'eliminació de 365 bombarders B-52. El progrés d'aquesta tasca anava a ser verificat per Rússia via satèl·lit i mitjançant inspecció personal de les instal·lacions de l'AMARG. En principi, els B-52 van ser picats en trossos amb una guillotina de 5900 kg.

### Guerra del Golf (1990-1991)

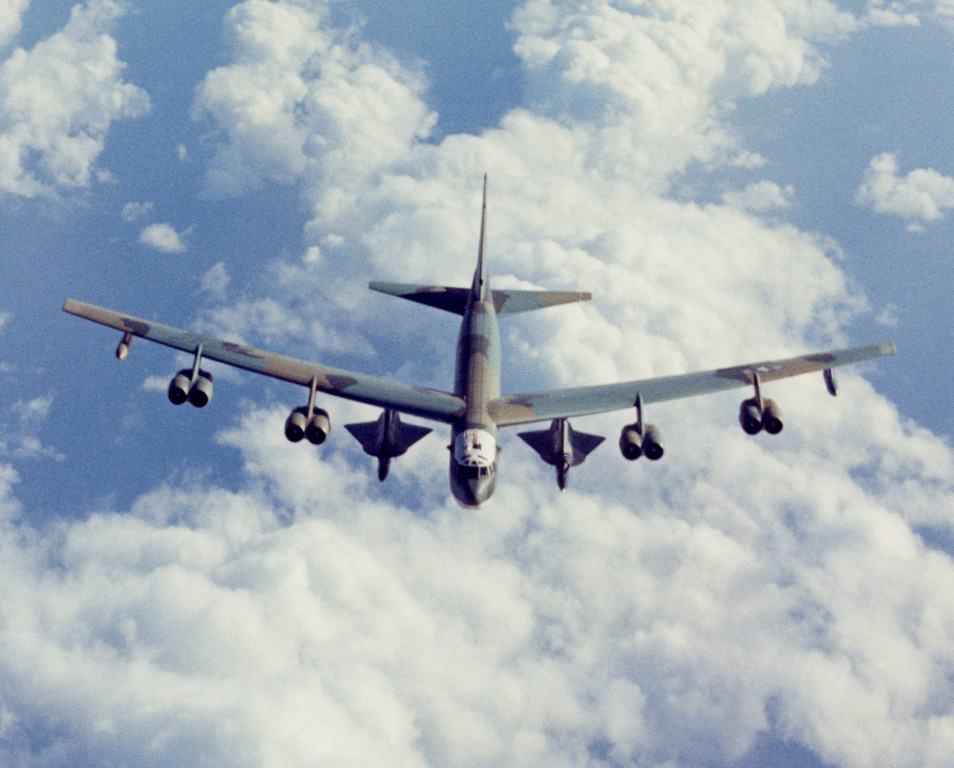
B-52H modificat per transportar dos vehicles aeris no tripulats D-21.

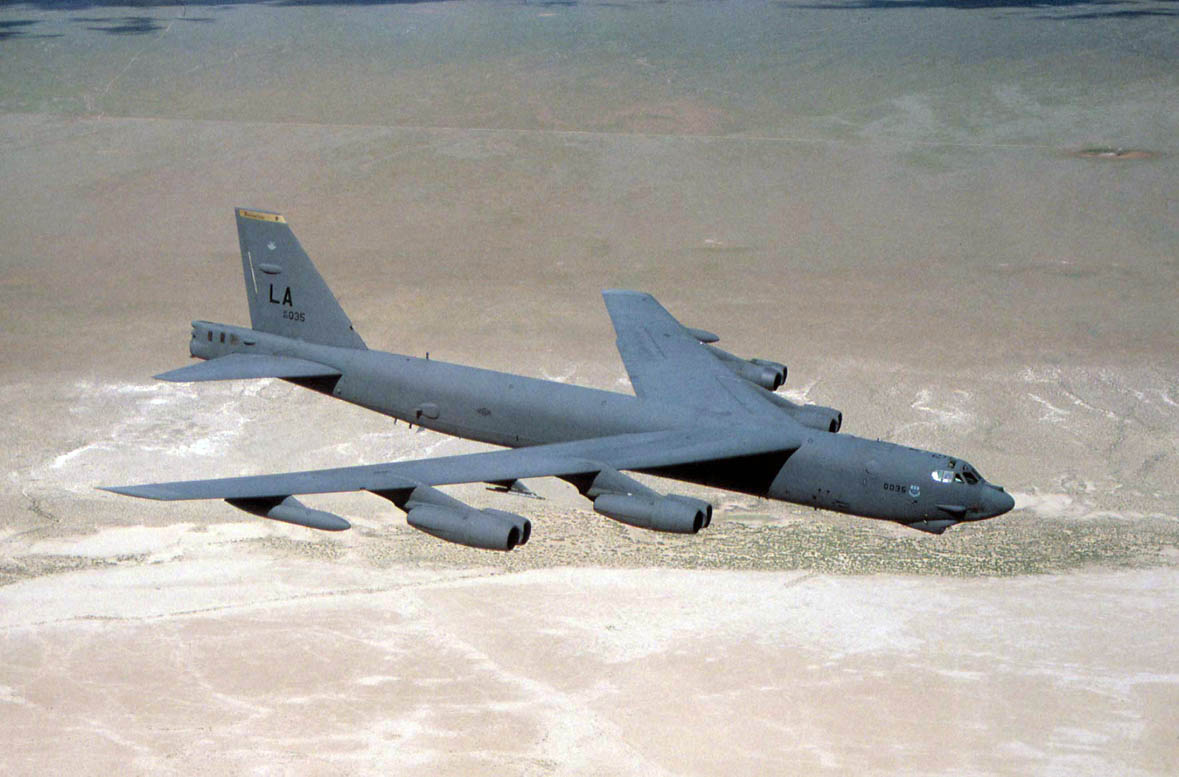
B-52H procedent de la Barksdale AFB volant sobre el desert.

Els atacs de bombarders B-52 van ser una part important en l'Operació Tempesta del Desert. Els B-52 van realitzar unes 1620 incursions, llançant un 40% de les armes deixades anar per les forces de la coalició, i només van sofrir una pèrdua (que no va ser en combat) i alguns danys menors provocats per l'acció de l'enemic.
El 16 de febrer de 1991, bombarders B-52G van partir de la Base de la Força Aèria Barksdale a Louisiana cap a l'Iraq, van reproveïr-se en vol, van atacar els seus objectius, i van tornar a la seva base. Amb un trajecte de 35 hores i uns 22.500 quilòmetres d'anada i tornada, aquesta acció va suposar el rècord de missió de combat a més llarga distància. En els mesos posteriors, els B-52G van operar des de les bases de Jiddah, a Aràbia Saudita; RAF Fairford, en el Regne Unit; Base Aèria de Morón, a Espanya; i des de l'illa de Diego García per dur a terme missions de bombardeig a baixa altitud. Després de les tres primeres nits, quan les forces de la coalició van aconseguir la superioritat aèria i havien eliminat les armes antiaèries que podrien haver abatut les aeronaus que volen a gran altura, els B-52 van passar a realitzar missions a gran altitud. La qual cosa va reduir la seva efectivitat en comparació del paper inicialment jugat a baixa cota.
Els atacs convencionals els van dur a terme grups de tres bombarders, amb fins a 69740 kg de bombes, cobrint una àrea d'1,5 milles de llarg per 1 milla d'ample. Els bombardejos van desmoralitzar a les tropes defensores iraquianes, gran part de les quals es van rendir amb el començament dels atacs. El 1999, la revista de ciència i tecnologia estatunidenca Popular Mechanics va descriure el paper jugat pel B-52 en el conflicte de la següent forma:
| « | «El valor del Buff es va posar de manifest durant la Guerra del Golf i l'Operació Guineu del Desert. El B-52 va apagar les llums a Bagdad.» | » |

Durant el conflicte diverses fonts van afirmar que es van produir èxits aire-aire iraquians en la Guerra del Golf, incloent-hi el llançament d'un míssil Vímpel R-27R per part del pilot iraquià Khudai Hijab des del seu MiG-29 que va danyar un B-52G en la nit en la qual va començar la guerra. No obstant això, la Força Aèria dels Estats Units s'oposa a aquesta pretensió, declarant que el bombarder (número de sèrie 58-0248) en realitat havia estat danyat per foc amic, un míssil antirradiació AGM-88 HARM que s'havia dirigit cap al radar de control de tir de l'arma de cua del B-52; l'avió posteriorment va ser reanomenat In HARM's Way. Poc després d'aquest incident, el general George Lee Butler va anunciar que la posició d'artiller en la tripulació del B-52 seria eliminada, i les torretes de cua desactivades permanentment a partir de l'1 d'octubre de 1991.

### Atacs amb míssils de creuer a l'Iraq (1996 i 1998)

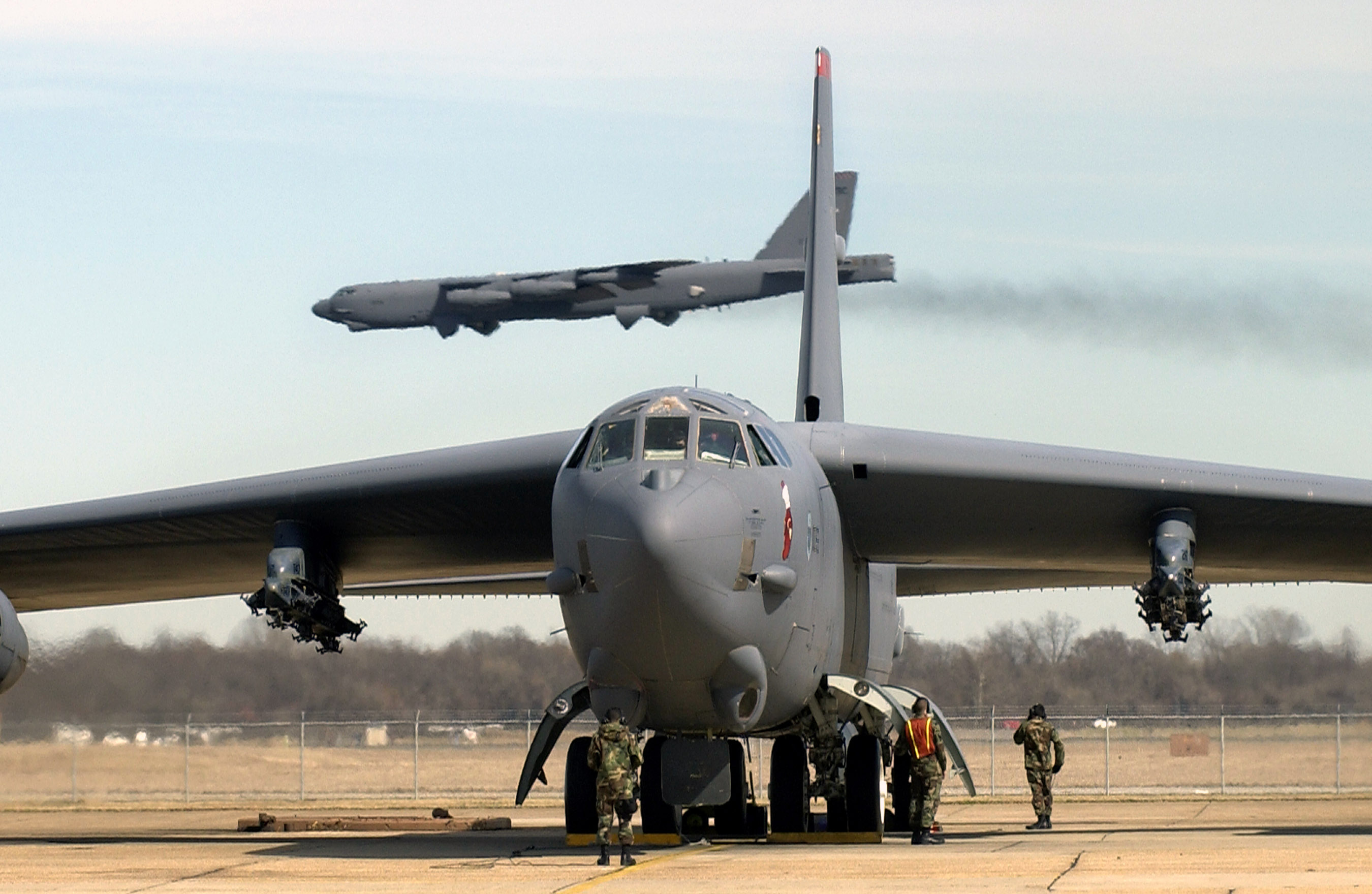
Un B-52 preparant-se per enlairar-se mentre arriba un altre Stratofortress.

Des de mitjan anys 1990, el B-52H és l'única variant que continua en servei militar, un B-52B, el Balls 8, va ser usat per la NASA (ús civil) fins al 17 de desembre de 2004.
Entre el 2 i el 3 de setembre de 1996, dos B-52H van atacar estacions energètiques i instal·lacions de comunicacions a Bagdad llançant 13 míssils de creuer AGM-86C ALCM com a complement als BGM-109 Tomahawk de l'Armada com a part de l'Operació Atac del Desert. Va ser una missió d'anada i tornada des de la Base de la Força Aèria Andersen, a Guam, que va recórrer 25700 km i va tenir 34 hores de durada (batent novament el rècord a la distància més llarga mai volada per a una missió de combat). Només dos dies abans, les tripulacions van completar els vols de 17 hores des de la seva base a Louisiana fins a Guam.
Les provocacions iraquianes van continuar i el 16 de desembre de 1998 els estatunidencs i britànics van iniciar una sèrie d'atacs més intensos sota l'Operació Guineu del Desert. El 17 de desembre els B-52 van fer la seva contribució amb el llançament de 90 míssils AGM-86C ALCM.

### Bombardeig de l'OTAN sobre Iugoslàvia (1999)
El març de 1999, l'OTAN va emprendre l'Operació Força Aliada per expulsar de Kosovo l'Exèrcit de la República Federal de Iugoslàvia. Sis B-52H amb base a Barksdale (Louisiana) i Minot (Dakota del Nord) van sortir de RAF Fairford (Anglaterra) com a punta de llança de l'atac per llançar míssils de creuer AGM-86C ALCM sobre objectius estratègics. Segons diverses fonts, posteriorment van realitzar bombardejos amb bombes convencionals i de dispersió sobre unitats de l'Exèrcit Iugoslau.

### Operacions a Afganistan (2001-actualitat)

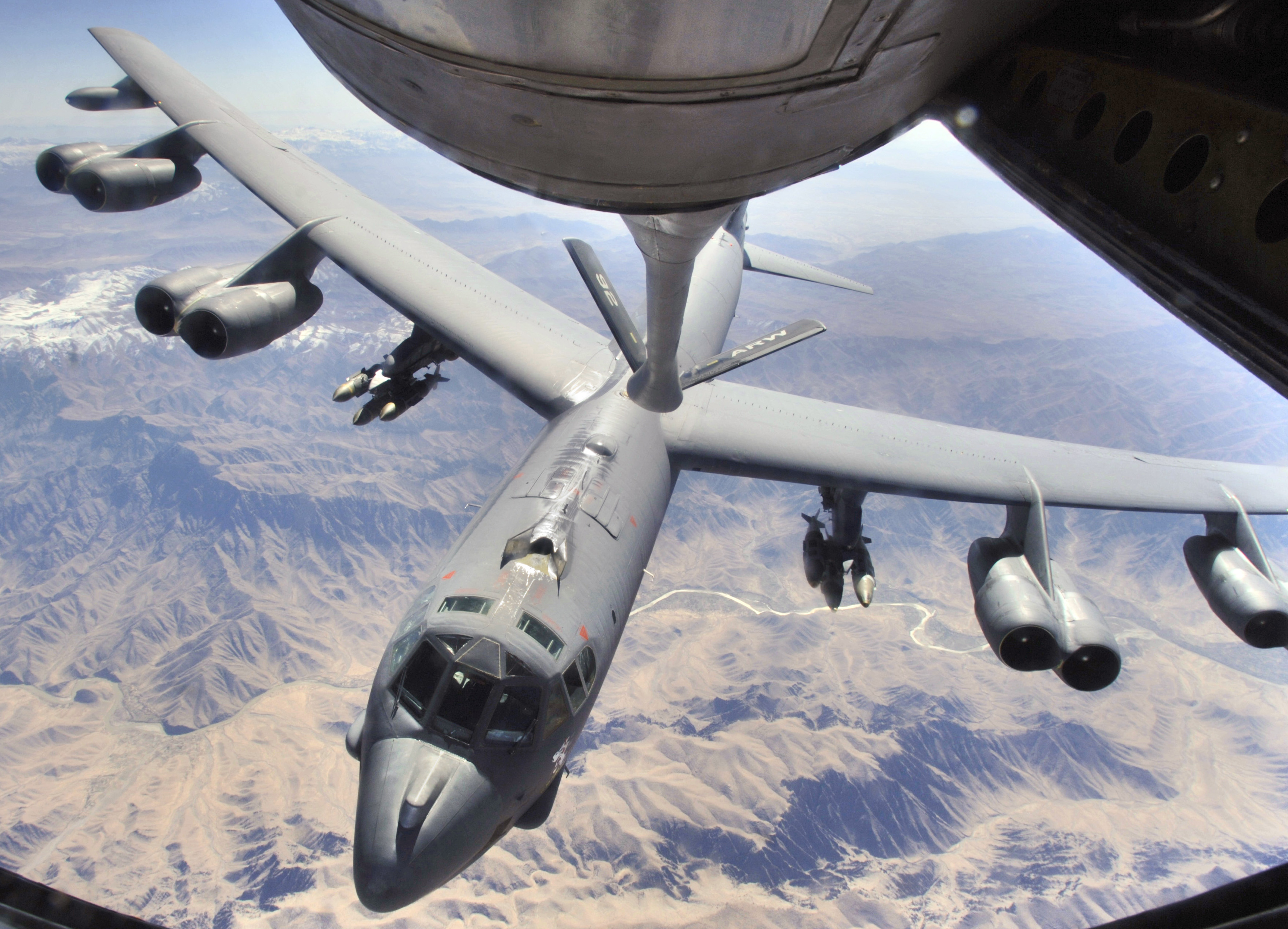
Un B-52H després de ser reproveït en vol per un KC-135 Stratotanker sobre Afganistan.

El B-52 va contribuir a l'Operació Llibertat Duradora de 2001 a Afganistan, proporcionant la capacitat de sobrevolar molt per damunt el camp de batalla i proporcionar suport aeri proper mitjançant l'ús de bombes guiades de precisió, una missió que prèviament hauria estat restringida a un caça o avió d'atac a terra.

### Invasió de l'Iraq i operacions posteriors (2003-actualitat)
El B-52 també va participar en l'Operació Llibertat Iraquiana, que va començar el 20 de març de 2003 a l'Iraq. La nit del 21 de març de 2003, els B-52H van llançar almenys un centenar de míssils de creuer AGM-86C ALCM sobre el territori iraquià.
L'agost de 2007, un B-52H que transportava míssils de creuer AGM-129 ACM des de la Base de la Força Aèria Minot a la Base de la Força Aèria Barksdale per al seu desmantellament va ser carregat per error amb sis míssils als quals no se li havia retirat el cap nuclear. Les armes no van sortir de la custòdia de la USAF i van ser assegurades a Barksdale.
El febrer de 2009, 90 dels 744 B-52 fabricats es mantenien operacionals amb la Força Aèria dels Estats Units. Quatre dels 18 B-52H de la Base de la Força Aèria Barksdale que estan sent retirats es trobaven en el "cementiri" d'avions del 309th AMARG en la Base de la Força Aèria Davis-Monthan a data de 8 de setembre de 2008.

## Futur
A pesar que la Força Aèria dels Estats Units treballa en nous bombarders programats pel 2037, té la intenció de mantenir el B-52H en servei almenys fins al 2040, prop de vuitanta anys després de finalitzar la seva producció. Es tracta d'una durada de servei sense precedents per a un avió militar. Els B-52 són reformats periòdicament en els dipòsits de manteniment de la USAF com la Base de la Força Aèria Tinker, a Oklahoma.

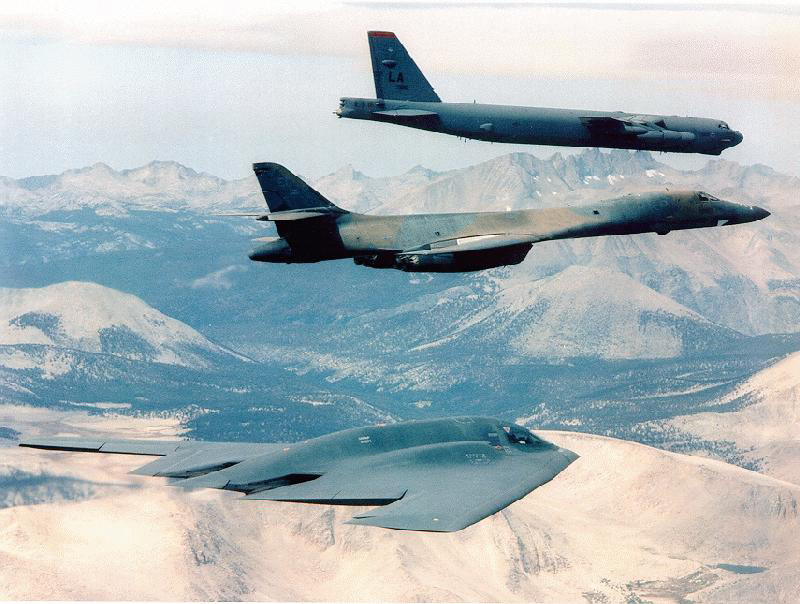
Un B-52 Stratofortress (a dalt) al costat d'un B-1B Lancer (al centre) i un B-2 Spirit (a baix).

La USAF segueix confiant en el B-52 perquè continua sent un bombarder pesant efectiu i econòmic, particularment en el tipus de missions que s'han realitzat des del final de la Guerra Freda contra nacions les capacitats de les quals de defensa aèria són limitades. La capacitat del B-52 per mantenir-se vagant durant perllongats períodes per sobre del camp de batalla (o bé fora d'ell), alliberant bombes de precisió o de caiguda lliure quan calgui un atac aeri, ha estat un valuós recurs en conflictes com la Operació Llibertat Iraquiana de 2003.
La velocitat del B-1 Lancer i la capacitat furtiva del B-2 Spirit només resulten útils mentre no es destrueixen les defenses aèries enemigues, una tasca que s'ha aconseguit amb rapidesa en els conflictes recents. El B-52 compta amb el percentatge de disponibilitat operativa més alt dels tres tipus de bombarders pesants empleats per la USAF. Considerant que l'any 2001 el B-1 va tenir una mitjana de 53% de disponibilitat, i el B-2 només va aconseguir un 26%, el B-52 va registrar una mitjana de 80%.
Addicionalment, es va proposar una variant del B-52H denominada EB-52. Aquesta versió seria el resultat de modificar i ampliar 16 avions B-52H incrementant substancialment les seves capacitats de contramesures electròniques. Aquest nou avió li hauria donat a la USAF la capacitat pertorbadora aerotransportada de la qual ha mancat des de la retirada de l'EF-111 Raven. El programa va ser cancel·lat el 2005 després que es retirés el finançament per al sistema de guerra electrònica, encara que va ser reprès el 2007, però els fons van tornar a ser cancel·lats a principis de 2009.

## Accidents significatius

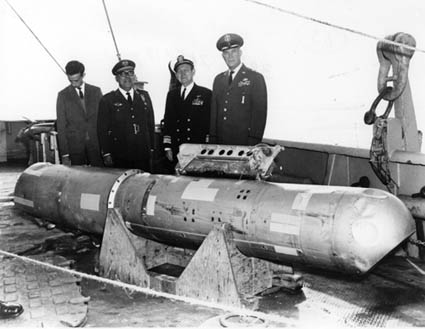
La bomba recuperada vuit dies després de caure al mar durant l'incident de Palomares, 1966.

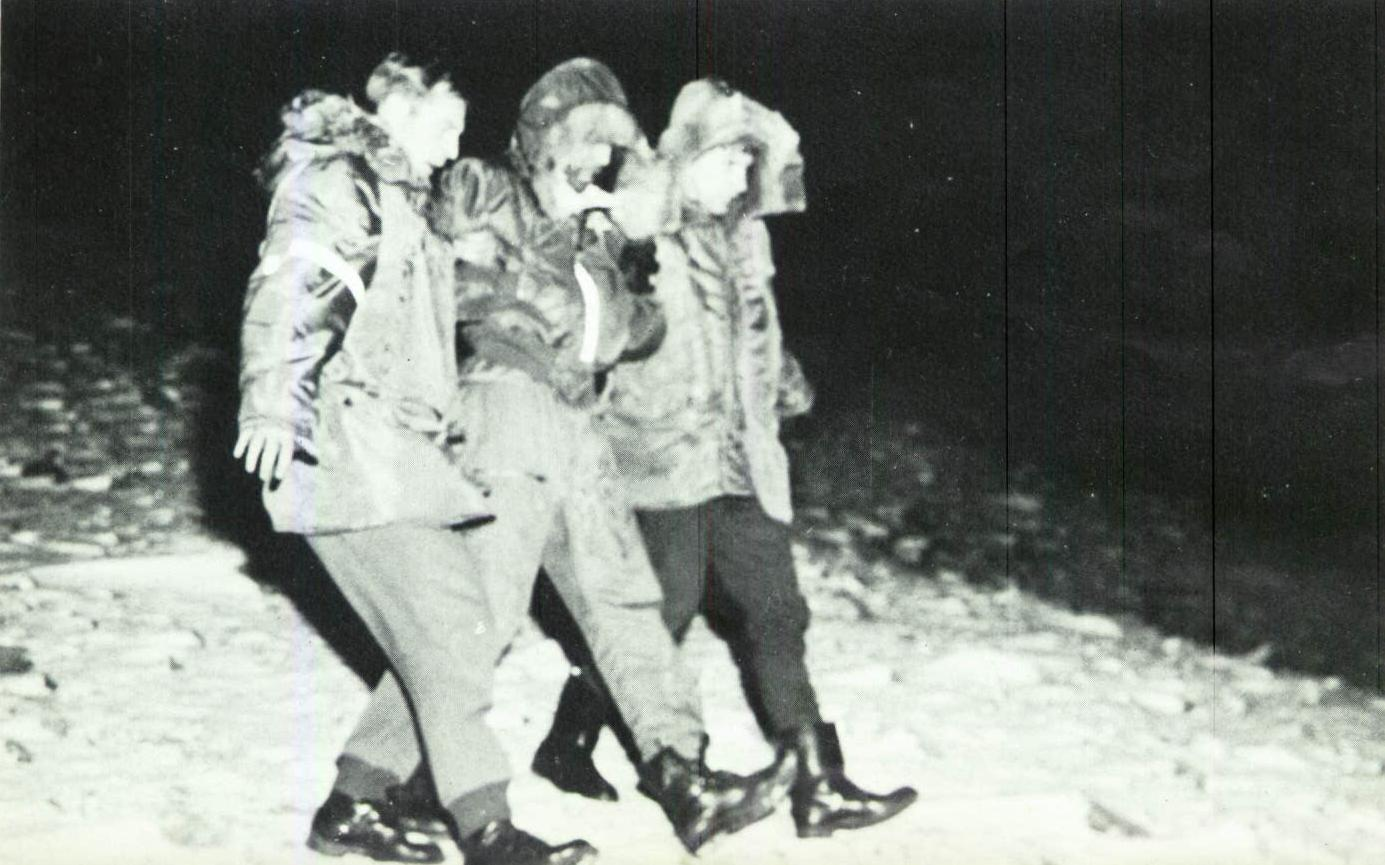
Rescat de l'artiller del B-52G que es va ejectar de l'avió abans que s'estavellés en la badia de Baffin, Groenlàndia, 1968.

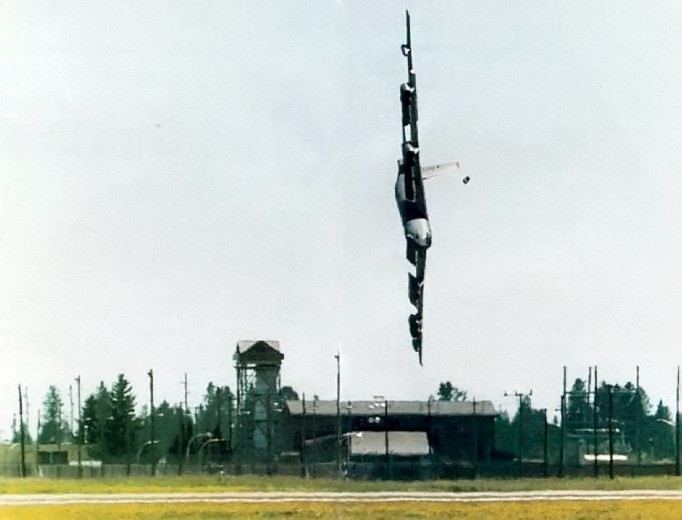
El B-52H Czar 52 abans d'estavellar-se en la Base de la Força Aèria Fairchild; prop de la punta de la cua es veu la trapa d'evacuació despresa durant la seqüència d'ejecció del copilot, 1994.

- L'11 de febrer de 1958, un B-52D es va estavellar a Dakota del Sud a causa que el gel va bloquejar el sistema d'aprovisionament de combustible, la qual cosa va conduir a una incontrolable reducció d'energia en els vuit motors. Tres membres de la tripulació van perdre la vida.[web 70]

- El 24 de gener de 1961, un B-52G es va desintegrar en l'aire i es va estavellar després de sofrir una greu pèrdua de combustible, prop de Goldsboro, Carolina del Nord, deixant caure dues bombes nuclears en el procés sense que es produís la seva detonació.[web 71]

- El 14 de març de 1961, un B-52F de la 70ª Ala de Bombardeig que transportava dues armes nuclears va experimentar una descompressió incontrolada que li va obligar a descendir a 10000 peus amb la finalitat de reduir la altitud en cabina. L'augment de consum de combustible a baixa altitud, juntament amb la incapacitat per trobar-se amb un avió cisterna a temps, va fer que l'avió es quedés sense combustible. La tripulació va abandonar l'aeronau mitjançant els seients ejectables, mentre l'aeronau incontrolada es va estavellar 24 km a l'oest de Yuba City, Califòrnia.[web 72]

- El 24 de gener de 1963, un B-52C que realitzava una missió d'entrenament en les proximitats de la Base de la Força Aèria Westover, Massachusetts, va sofrir problemes i es va estavellar en el vessant del Mont Elephant prop de Greenville, Maine. Dels nou homes que anaven a bord de l'avió només dos van sobreviure a l'accident.[web 73]

- El 13 de gener de 1964, un B-52D que transportava dues bombes nuclears va sofrir una fallada estructural en ple vol que li va causar la pèrdua d'una secció de la cua. Quatre tripulants es van ejectar de l'aeronau satisfactòriament abans que l'avió s'estavellés prop de Cumberland, Maryland, en canvi un altre va morir en l'avió perquè va ser incapaç d'accionar el seient ejectable. Per desgràcia, posteriorment dues dels tripulants van morir a terra per hipotèrmia. Les dues armes van ser recuperades.[web 74]

- El 17 de gener de 1966, va ocórrer una col·lisió en vol entre un B-52G amb armes nuclears i un avió cisterna KC-135 Stratotanker que intentava abastir sobre Palomares, Almeria, Espanya. El KC-135 va ser completament destruït en incendiar-se la seva càrrega de combustible, la qual cosa va provocar la mort dels quatre tripulants. El B-52G es va desintegrar en part, van morir tres dels set tripulants, ja que no van tenir temps d'ejectarse com els supervivents, i les bombes B-28 d'1,5 megatones que portava van caure sobre terra i mar.[web 75] Dos de les bombes no van explotar i finalment es van recuperar; en canvi l'impacte contra el sòl d'altres dues bombes va provocar la detonació de la càrrega convencional que porten per iniciar la reacció nuclear, dispersant als voltants el plutoni i urani radioactiu de les bombes, però sense provocar l'explosió nuclear. Després de l'accident, part de la terra contaminada va ser enviada als Estats Units.[63] Per a més informació vegeu: Incident de Palomares.

- El 21 de gener de 1968, un B-52G que volava sobre la badia de Baffin amb quatre bombes atòmiques a bord com a part d'una missió d'alerta de la Operació Chrome Dome de la Guerra Freda es va estavellar en el gel de North Star Bay mentre intentava realitzar un aterratge d'emergència en la Base Aèria Thule, en Groenlàndia, després que es declarés un incendi en la cabina. Sis dels seus set tripulants s'eyectaron, l'altre va morir.[web 76] En el lloc de l'impacte l'incendi va deixar una gran contaminació radioactiva, la neteja de la qual va durar mesos.[36] Pel poc temps transcorregut des de l'incident de Palomares, els costos de neteja i les conseqüències polítiques, es va considerar un alt risc que tornés a passar alguna cosa similar, així que el Comandament Aeri Estratègic va interrompre les operacions d'alerta Chrome Dome després d'aquest accident.[64][web 77]

- El 31 de març de 1972, un B-52D, número de sèrie 56-0625, procedent de la Base de la Força Aèria McCoy, a Florida, va sortir en una missió d'entrenament rutinària sense armament. Poc després de enlairar-se van començar a produir-se múltiples fallades i incendis en els motors nº 7 i 8 de l'aparell. L'avió immediatament va intentar tornar a la base, però es va estavellar en una àrea residencial de Orlando, Florida, aproximadament 1 milla al nord de la base, destruint o danyant vuit habitatges. Van morir els set membres de la tripulació del bombarder i un civil.[web 78]

- El 16 d'octubre de 1984, un B-52 va impactar amb les ales en les roques de Hunts Mesa a Monument Valley, Arizona, i es va estavellar formant una bola de foc a l'aire. En el primer impacte a pocs metres del sòl es van ejectar sis dels set tripulants, però al final, van morir dos d'ells i els altres cinc van resultar greument ferits.[web 79]

- El 24 de juny de 1994, un B-52H, número de sèrie 61-0026 i sobrenomenat Czar 52, es va estavellar en la Base de la Força Aèria Fairchild, Washington, durant el vol de pràctica per a una exhibició aèria. Els quatre tripulants que anaven a bord van morir en l'accident.[web 80] Para més informació vegeu: Accident del B-52 a la Base Aèria de Fairchild.

- El 21 de juliol de 2008, un B-52H, número de sèrie 60-0053, desplegat des de la Base de la Força Aèria Barksdale, Louisiana, a la Base de la Força Aèria Andersen, Guam, es va estavellar aproximadament a 40 km davant de la costa de Guam. Van morir les sis persones que anaven a bord; cinc eren els tripulants i l'altre era un cirurgià de vol.[web 81]

## Cultura popular
El B-52 ha aparegut en diverses pel·lícules importants; de forma destacada en les següents: Bombers B-52 (1957), A Gathering of Eagles (Niu d'àguiles o Àguiles a l'aguait, 1963), Dr. Strangelove or: How I Learned to Stop Worrying and Love the Bomb (1964), i By Dawn's Early Light (1990). També ha aparegut en nombroses novel·les, com en la majoria de les primeres novel·les de Patrick McLanahan escrites per Dan Brown.
En la sèrie "Seven Days" de la UPN (capítol 11), uns terroristes pirategen la xarxa americana i comuniquen una ordre d'atac falsa a un esquadró de B-52 perquè bombardegi una base estatunidenca a Aràbia Saudita.
Apareix en el videojoc Call of Duty: Black Ops com a ratxa de 8 baixes. En activar-la, l'avió passa a baixa altura deixant un rastre de 15 bombes capaces de traspassar parets. La seva potència fan l'avió molt perillós en el joc. El sòl tremola i els jugadors s'ensordeixen quan passa un d'ells. En els simuladors de vol existeixen una o més variants del B-52, com el simulador de vol de codi obert FlightGear, així com en el sector comercial.
Un pentinat dels anys 1960, denominat «beehive» («rusc»), també és conegut com a «estil B-52» a causa de la seva semblança amb el distintiu morro del bombarder. El popular grup The B-52's posteriorment va prendre el seu nom d'aquest pentinat.

## Especificacions (B-52H)
Dades de Knaak, USAF fact sheet, Quest for Performance, Baugher.
Característiques generals
- Tripulació: 5 (pilot, copilot, navegant, navegant de radar/bombarder i oficial de guerra electrònica)
- Longitud: 48,5 m
- Envergadura: 56,4 m
- Alçada: 12,4 m
- Superfície de l'ala 370 m²
- Perfil: NACA 63A219.3 en arrel, NACA 65A209.5 en punta
- Pes buit: 83250 kg
- Pes carregat: 120000 kg
- Pes màxim d'enlairament: 220.000 kg
- Motor: = 8× turboventilador Pratt & Whitney TF33-P-3/103 , 17000 lbf cada un

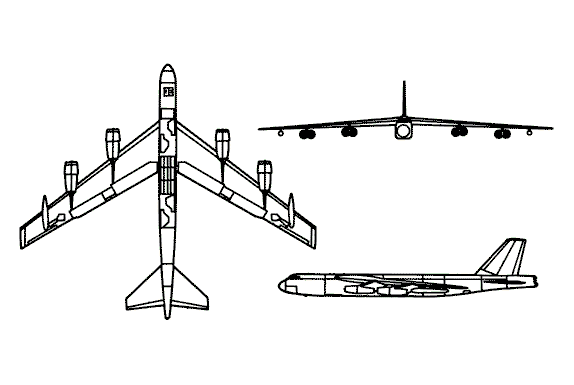

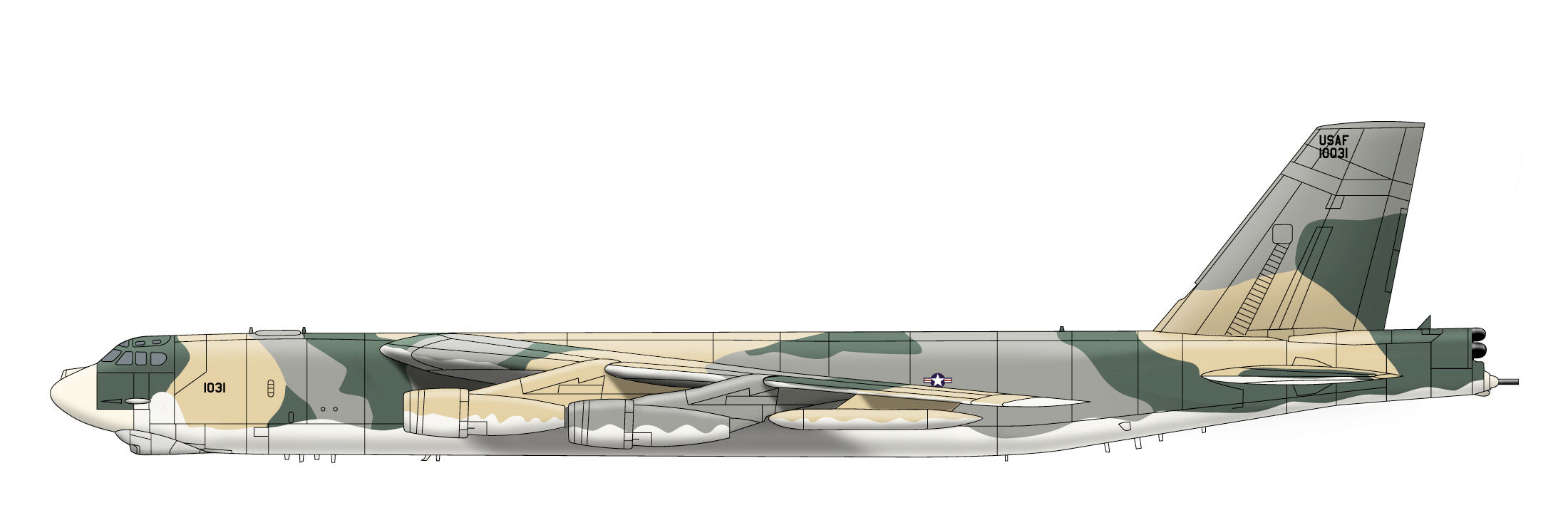
Perfil d'un B-52H.

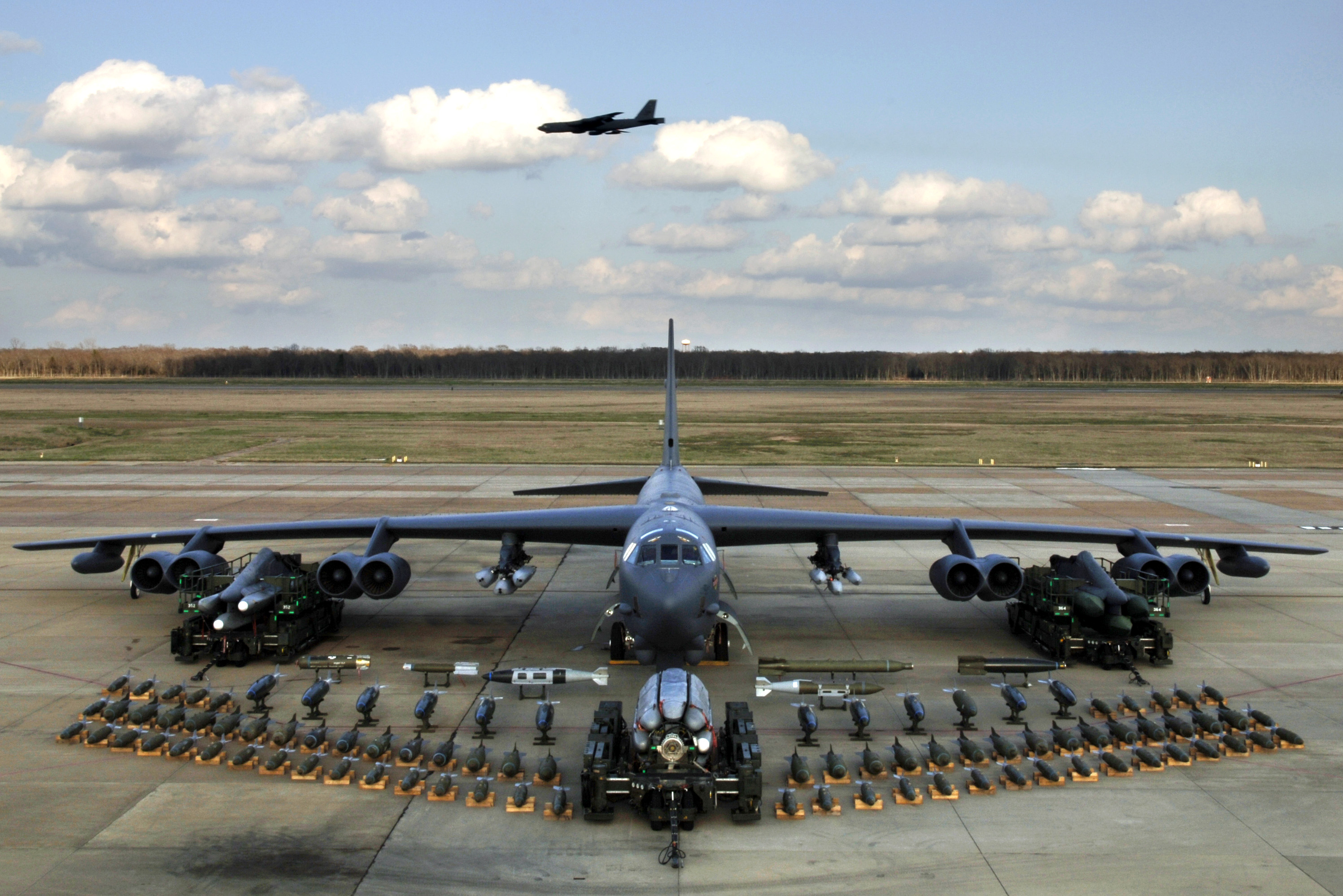
Boeing B-52H amb el seu armament.

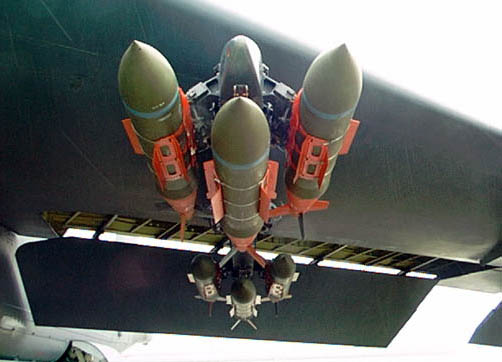
Sis bombes guiades JDAM GBU-31 en un dels suports subalars d'un B-52H.

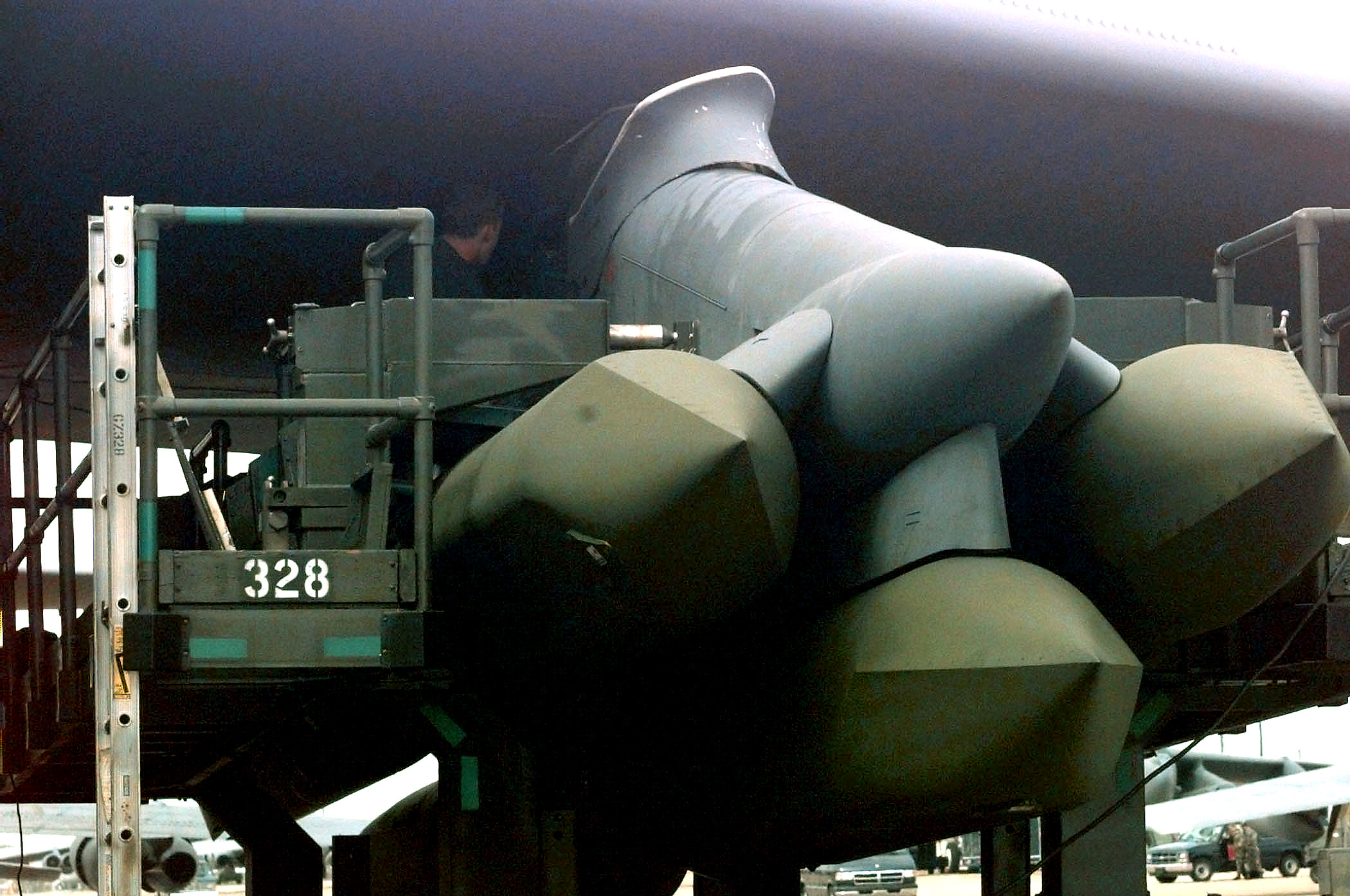
Míssils de creuer AGM-129 ACM en un dels suports subalars d'un B-52.

- Capacitat de combustible: 47.975 galons

 Rendiment 
- Velocitat màxima: 560 nusos (1.047 km/h)
- Abast: 14162
- Radi de combat: 7.210 km
- Abast en trasllat: 16232
- Sostre de servei: 15240
- Ràtio d'ascens: 6.270 ft/min
- Càrrega alar: 120 lb/ft²
- Impuls/pes: 0,31

Armament

- Metralladores: M61 Vulcan de 20 mm en una torreta de cua per control remot (actualment retirada dels avions en servei).
- Punts d'ancoratge: celler intern i 4 pilones subalars amb suport múltiple amb una capacitat de 31500 kg
- Míssils: 

  -     - Nuclears:
      - 20× AGM-86B ALCM (12 externs i 8 interns).
      - 12× AGM-129 ACM en els suports externs.

    - Convencionals:
      - 8× AGM-84 Harpoon o AGM-142 Have Nap
      - 20× AGM-86C ALCM (12 externs i 8 interns).
      - 12× AGM-158 JASSM en els suports externs.

    - Contramesures: chaff i bengales
- Bombes: 

  -     - Bombes guiades: 12× JDAM (GBU-31/32/38) o AGM-154 JSOW en els suports externs.
    - De caiguda lliure
      - Nuclears: B61 (màx. 300 kt) o B83 (1200 kt).
      - Convencionals:
        - 45× Mk 82 (500 lb o 227 kg).
        - Mk 84 (2000 lb o 907 kg).
        - 30× M117 (750 lb / 340 kg).

      - Mines: diferents tipus, des de Mk 62 (500 lb) a Mk 65 (2000 lb).
      - Bombes de dispersió: 30× de diferents tipus:
        - CBU-87 CEM (cadascuna amb 202 bombes de fragmentació) o
        - CBU-89 Gator (cadascuna amb 72 mines antitanc i 22 antipersona) o
        - CBU-97 SFW (cadascuna amb 40 projectils perforadores de blindatge) o
        - CBU-107 PAW (cadascuna amb 3750 claus metàl·lics).Aviònica
- Sistema de visió electro-òptic (EVS) que usa sensors infraroig d'escombratge frontal (FLIR) de siliciur de platí i televisió de baix nivell de llum.[web 92]
- Sniper Advanced Targeting Pod.[web 93]

### Desenvolupaments relacionats
- Boeing B-47 Stratojet

### Aeronaus similars
- Convair B-36
- Convair YB-60
- Avro Vulcan
- Handley Page Victor
- Myassishchev M-4
- Myassishchev M-50
- Túpolev Tu-95

### Seqüències
- Seqüència B- (Bombarders del USAAS/USAAC/USAAF/USAF (1925-62)): ← XB-48 - YB-49 - B-50 - XB-51 - B-52 - XB-53 - B-54 - XB-55 - B-56 →

### Llocs web
1. 1 2 3  Bruce Rolfsen. «B-52 squadrons trim planes, swap missions» (en anglès).   AirForceTimes.com, 22-01-2009. [Consulta: 20 febrer 2010].[Enllaç no actiu]
2. ↑  U.S. Air Force. «B-52 Stratofortress» (en anglès).   AF.mil, 01-10-2009. [Consulta: 20 febrer 2010].
3. ↑  Boeing. «The Boeing Logbook: 1952 - 1956. 15 April 1952» (en anglès).   Boeing.com. Arxivat de l'original el 7 de desembre 2020. [Consulta: 20 febrer 2010].
4. ↑  Minot Air Force Base. «B-52 Superfortress» (en anglès).   Minot.AF.mil, 01-10-2005. Arxivat de l'original el 2007-08-18. [Consulta: 20 febrer 2010].
5. ↑  Ilya Kramnik. «Возвращение летающего медведя - La tornada del "Ós Volador" [Tu-95]» (en rus).   Lenta.ru, 19-07-2007. [Consulta: 20 febrer 2010].
6. ↑  Joseph I. Dabney / Service News: Lockheed Martin. «C-130 Reaches Major Milestone (Pag. 3)» (PDF) (en anglès).   www.lockheedmartin.com/ams, 2004. Arxivat de l'original el 2009-03-26. [Consulta: 20 febrer 2010].
7. ↑  Michael Lombardi / Boeing Frontiers. «The first KC-135 tanker aircraft rolled out 50 years ago this month» (PDF) (en anglès).   Boeing.com, 01-07-2006. [Consulta: 20 febrer 2010].
8. ↑  Jonathan Karl. ABC News. «Sota high, sota fast» (en anglès).   abcnews.go.com, 17-08-2007. [Consulta: 20 febrer 2010].
9. 1 2 3  John Pike. Global Security. «B-52D» (en anglès).   Globalsecurity.org. [Consulta: 20 febrer 2010].
10. ↑  Greg Goebel. «B-52 Evolution - B-52 Origins» (en anglès).   Vectorsite.net, 01-07-2009. Arxivat de l'original el 2020-07-16. [Consulta: 20 febrer 2010].
11. 1 2 3  U.S. Air Force. «B-52 Stratofortress» (en anglès).   Af.mil, 01-10-2009. [Consulta: 20 febrer 2010].
12. ↑  Federation of American Scientists. «B-52 Stratofortress» (en anglès).   Fas.org. Arxivat de l'original el 2010-04-21. [Consulta: 20 maig 2010].
13. ↑  Lake International Air Power Review Estiu 2003, p. 201.
14. ↑  Willis Air Enthusiast Novembre/Desembre 2005, pàg. 41-43.
15. ↑  Willis Air Enthusiast Novembre/Desembre 2005, pàg. 44-45.
16. ↑  John Pike. Global Security. «B-52 Stratofortress Upgrades» (en anglès).   Globalsecurity.org. [Consulta: 21 febrer 2010].
17. ↑  Stephen Trimble. «Air Force Widens Review Of B-52 Re-Engining Options» (en anglès).   Aviation Week, 07-07-2003. Arxivat de l'original el 2011-12-02. [Consulta: 21 febrer 2010].
18. ↑  Departament de Defensa dels Estats Units. «Defense Science Board Task Force on B-52H Re-Engining» (en anglès), 01-06-2004. [Consulta: 21 febrer 2010].[Enllaç no actiu]
19. ↑  David Hopper. «Upgraded B-52 Still on Cutting Edge» (PDF) (en anglès).   WSTIAC, 31-03-2008. Arxivat de l'original el 2013-10-03. [Consulta: 21 febrer 2010].
20. 1 2  Joe Baugher. «Service of Boeing B-52H Stratofortress» (en anglès).   joebaugher.com, 30-06-2000. [Consulta: 20 febrer 2010].
21. 1 2  Joe Baugher. «Boeing B-52A Stratofortress» (en anglès).   joebaugher.com, 30-06-2000. [Consulta: 20 febrer 2010].
22. ↑  Willis Air Enthusiast Setembre/Octubre 2005, p. 70.
23. 1 2 3  Joe Baugher. «Boeing RB-52B/B-52B Stratofortress» (en anglès).   joebaugher.com, 30-06-2000. [Consulta: 20 febrer 2010].
24. ↑  Willis Air Enthusiast Setembre/Octubre 2005, p. 59.
25. 1 2  Lake International Air Power Review Primavera de 2003, p. 119.
26. ↑  Marty Curri. NASA. «B-52B "Mothership" Launch Aircraft» (en anglès).   Nasa.gov, 07-05-2008. Arxivat de l'original el 2022-03-18. [Consulta: 20 febrer 2010].
27. 1 2  Joe Baugher. «Boeing B-52C Stratofortress» (en anglès).   joebaugher.com, 30-06-2000. [Consulta: 20 febrer 2010].
28. ↑  Joe Baugher. «Boeing B-52D Stratofortress» (en anglès).   joebaugher.com, 30-06-2000. [Consulta: 20 febrer 2010].
29. 1 2  Joe Baugher. «Boeing B-52E Stratofortress» (en anglès).   joebaugher.com, 30-06-2000. [Consulta: 20 febrer 2010].
30. ↑   JOURNEY IN AERONAUTICAL RESEARCH: A Career at NASA Langley Research Center. Monographs in Aerospace History, Number 12. CHAPTER 13. (en anglès).  Washington, D.C: NASA Historical Office, Novembre de 1998, p. 132.
31. ↑  Joe Baugher. «Boeing B-52F Stratofortress» (en anglès).   joebaugher.com, 30-06-2000. [Consulta: 20 febrer 2010].
32. ↑  Joe Baugher. «Boeing B-52G Stratofortress» (en anglès).   joebaugher.com, 30-06-2000. [Consulta: 20 febrer 2010].
33. 1 2 3  Joe Baugher. «Boeing B-52H Stratofortress» (en anglès).   joebaugher.com, 30-06-2000. [Consulta: 20 febrer 2010].
34. ↑  NASA. «B-52H Air-Launch and Research Testbed» (en anglès).   Nasa.gov, 07-03-2022. Arxivat de l'original el 2020-07-17. [Consulta: 15 gener 2011].
35. ↑  Dave Wilton. «Words of the Month: Military & Navy: "BUF"» (en anglès).   Wordorigins.org, 01-03-2003. Arxivat de l'original el 2010-07-27. [Consulta: 26 febrer 2010].
36. 1 2  John Pike. Global Security. «B-52B» (en anglès).   Globalsecurity.org. [Consulta: 22 febrer 2010].
37. 1 2 3  Joe Baugher. «Service of Boeing B-52D Stratofortress» (en anglès).   joebaugher.com, 30-06-2000. [Consulta: 26 febrer 2010].
38. ↑  Joe Baugher. «Origin of the B-52» (en anglès).   joebaugher.com, 30-06-2000. [Consulta: 26 febrer 2010].
39. ↑  Lake International Air Power Review Estiu 2003, p.103.
40. ↑  Joe Baugher. «Service of Boeing B-52F Stratofortress» (en anglès).   joebaugher.com, 30-06-2000. [Consulta: 20 febrer 2010].
41. 1 2  Louis A. Arana-Barradas. Airman. «'BUFF' and Tough - the B-52 bomber has been a valuable and effective member of the Air Force since 1955» (en anglès).   Find articles at BNET, 01-06-2001. Arxivat de l'original el 2012-09-04. [Consulta: 20 febrer 2010].
42. ↑  National Museum of the USAF. «SAC Airborne Alert» (en anglès).   nationalmuseum.af.mil. Arxivat de l'original el 2015-07-01. [Consulta: 28 febrer 2010].
43. ↑  Nautilus Institute. «US Nuclear Weapons Deployments Disclosed» (en anglès).   nautilus.org. Arxivat de l'original el 2009-06-05. [Consulta: 28 febrer 2010].
44. ↑  Office of the Assistant to the Secretary of Defense (Atomic Energy). «History of the Custody and Deployment of Nuclear Weapons: July 1945 to September 1977» (PDF) (en anglès).   nautilus.org, 01-02-1978. Arxivat de l'original el 2009-03-26. [Consulta: 28 febrer 2010].
45. ↑  Gray Creech - NASA. «NASA's B-52B Retires» (en anglès).   nasa.gov, 15-12-2004. [Consulta: 28 febrer 2010].
46. ↑  Wings Over the Rockies Air & Space Museum. «1955 B-52B Stratofortress» (en anglès).   wingsmuseum.org. Arxivat de l'original el 2012-03-06. [Consulta: 28 febrer 2010].
47. ↑  John Pike - Global Security. «B-52 F» (en anglès).   Globalsecurity.org. [Consulta: 28 febrer 2010].
48. ↑  Willis Air Enthusiast Novembre/Desembre 2005, p.39.
49. ↑  Willis Air Enthusiast Novembre/Desembre 2005, p. 41.
50. ↑  Anderton, David «B-1B: Out of the Shadows». Popular Mechanics. The Hearst Corporation, 162, 11, 11-1985, pàg. 98?99, 174 [Consulta: 13 novembre 2009].[Enllaç no actiu]
51. ↑  Air Force Historical Research Agency. «U.S. Air Force Fact Sheet - 325 WEAPONS SQUADRON (ACC)» (en anglès).   afhra.af.mil. Arxivat de l'original el 2010-06-11. [Consulta: 28 febrer 2010].
52. ↑  Willis Air Enthusiast Novembre/Desembre 2005, pàg. 51?52.
53. 1 2  U.S. Air Force. «B-52 Stratofortress» (en anglès).   Af.mil, 01-10-2009. [Consulta: 20 febrer 2010].
54. ↑  Willis Air Enthusiast Novembre/Desembre 2005, p. 50.
55. ↑  Joe Baugher. «Service of Boeing B-52G Stratofortress» (en anglès).   joebaugher.com, 30-06-2000. [Consulta: 26 febrer 2010].
56. ↑  Garvey, William. James B. Meigs. New Life for Buff: Older than its pilots, the B-52 gets ready to fly for 100 years (en anglès).  Popular Mechanics, Març de 1999 [Consulta: 2 agost 2010].
57. ↑  Jan J. Safarik. «Iraqi air-air victories during the Gulf War 1991» (PDF) (en anglès).   safarikovi.org.com, 2004. [Consulta: 28 febrer 2010].
58. 1 2 3 4  Greg Goebel. «B-52 In The Modern Era» (en anglès).   vectorsite.net, 01-07-2009. Arxivat de l'original el 2017-09-14. [Consulta: 2 agost 2010].
59. ↑  Air Force Association. «The Kosovo Campaign: Airpower Made It Work» (en anglès).   afa.org. Arxivat de l'original el 2011-12-02. [Consulta: 2 agost 2010].
60. ↑  William Drozdiak, Washington Post. «U.S. Bomber `Pulverizes' Serbian Troops / Hundreds killed in raid, sources say» (en anglès).   sfgate.com, 09-06-1999. Arxivat de l'original el 2012-01-18. [Consulta: 2 agost 2010].
61. ↑  Willis Air Enthusiast Novembre/Desembre 2005, pàg. 56–57.
62. ↑  Joby Warrick i Walter Pincus - Washington Post. «Missteps in the Bunker» (en anglès).   Washingtonpost.com, 23-09-2007. [Consulta: 28 febrer 2010].
63. ↑  Michael Hoffman - Air Force Times. «Wing decertified, COs sacked for nuke mistake» (en anglès).   Airforcetimes.com, 21-10-2007. Arxivat de l'original el 2012-05-13. [Consulta: 28 febrer 2010].
64. ↑  David Hopper - Air Combat Command Public Affairs. «Upgraded B-52 still on cutting edge» (en anglès).   af.mil, 31-03-2008. Arxivat de l'original el 2012-01-19. [Consulta: 28 febrer 2010].
65. ↑  Hebert, Adam J. «Strategic Force». Air Force Magazine. Air Force Association, 90, 2, 2-2007, pàg. 38?43 [Consulta: 13 novembre 2009].
66. ↑  US GAO. «Air Force Depot Maintenance: Information on the Cost-Effectiveness of B-1 and B-52 Support Options (Briefing Report, 09/12/97, GAO/NSIAD-97-210BR).» (en anglès).   Fas.org. Arxivat de l'original el 2009-05-11. [Consulta: 20 febrer 2010].
67. ↑  Lorenzo Cortes. Defense Daily. «B-52 Crew Credits Arsenal, Loiter Capability During Operation Iraqi Freedom» (en anglès).   Encyclopedia.com, 09-05-2003. [Consulta: 20 febrer 2010].
68. ↑  Defensetech.org. «Jamming with the B-52s» (en anglès).   proxify.org. [Consulta: 20 febrer 2010].
69. ↑  Stephen Trimble. Flight International. «US Air Force cancels SAM-jamming EB-52 for second time» (en anglès).   Flightglobal.com, 03-03-2009. Arxivat de l'original el 2011-05-14. [Consulta: 20 febrer 2010].
70. ↑  Air Accidents Investigation Branch. «Report on the accident to Boeing 777-236ER, G-YMMM, at London Heathrow Airport on 17 January 2008, p. 123» (PDF) (en anglès).   Aaib.gov.uk, 09-02-2010. [Consulta: 21 juliol 2010].
71. ↑  Cliffe Nelson. «Broken Arrow: Goldsboro, North Carolina: The Truth behind North Carolina's brush with nuclear disaster» (en anglès).   biblio.org, 04-12-2000. [Consulta: 20 febrer 2010].
72. ↑  Ejection-History. «B-52 Stratofortress Draft Listing» (en anglès).   ejection-history.org.uk. Arxivat de l'original el 2010-02-14. [Consulta: 20 febrer 2010].
73. ↑  Bill Nemitz. «Crash site tells of Cold War tragedy» (en anglès).   Pressherald.mainetoday.com, 30-08-2006. Arxivat de l'original el 2009-06-06. [Consulta: 7 desembre 2009].
74. ↑  «Narrative Summaries of Accidents Involving U.S. Nuclear Weapons».   United States Department of Defence, 12-03-2000. Arxivat de l'original el 2011-06-29. [Consulta: 6 novembre 2009].
75. ↑  Ron Hayes. Palm Beach Post. «H-bomb incident crippled pilot's career» (en anglès).   Palmbeachpost.com, 17-01-2007. Arxivat de l'original el 2011-05-18. [Consulta: 20 febrer 2010].
76. ↑  Hans M. Kristensen. «Butterknife V Thule Route» (PDF) (en anglès).   nukestrat.com. Arxivat de l'original el 2017-09-13. [Consulta: 20 febrer 2010].
77. ↑  National Military Command Center. Pentagon. «B-52 Crash» (PDF) (en anglès).   Nautilus.org, 24-01-1968. Arxivat de l'original el 2008-11-20. [Consulta: 20 febrer 2010].
78. ↑  Vanderbilt Television News Archive. «Orlando Plane Crash NBC News broadcast» (en anglès).   tvnews.vanderbilt.edu. [Consulta: 20 febrer 2010].
79. ↑  Steve Yozwiak. «Monument Valley: Return to Hunts Mesa» (en anglès).   azcentral.com, 16-10-2009. [Consulta: 20 febrer 2010].
80. ↑  Daryl C. McClary. «B-52 Crash» (en anglès).   Historylink.org, 08-08-2008. [Consulta: 20 febrer 2010].
81. ↑  Associated Press. «No survivors in B-52 crash off Guam» (en anglès).   msnbc.msn.com, act. 23-7-2008. [Consulta: 20 febrer 2010].
82. ↑  Ressenya i fitxa de la pel·lícula en Turner Classic Movies. Enllaç consultat el 23 de juliol de 2010.
83. ↑  Article sobre la pel·lícula (juliol de 1963) en Time.com Arxivat 2013-08-17 a Wayback Machine.. Enllaç consultat el 23 de juliol de 2010.
84. ↑  Per als títols de les versions en castellà, vegeu aquí. Enllaç consultat el 23 de juliol de 2010.
85. ↑  Article sobre la pel·lícula de Kubrik en filmmakermagazine.com. Enllaç consultat el 23 de juliol de 2010.
86. ↑  Article sobre By Dawn's Early Light a ew.com Arxivat 2013-11-09 a Wayback Machine.. Enllaç consultat el 23 de juliol de 2010.
87. ↑  «Boeing B-52 al wiki de FlightGear» (en anglès).   Comunitat de FlightGear. [Consulta: 16 juny 2017].
88. ↑  Article sobre el pentinat «beehive» o «B-52» en retrogalaxy.com Arxivat 2011-01-06 a Wayback Machine.. (En anglès.) Enllaç consultat el 23 de juliol de 2010.
89. ↑  Biografia de The B-52's en AllMusic. Enllaç consultat el 23 de juliol de 2010.
90. ↑  Minot Air Force Base. «B-52 Superfortress» (en anglès).   Minot.af.mil, 01-10-2005. Arxivat de l'original el 2007-08-18. [Consulta: 20 febrer 2010].
91. ↑  L.K. Jr. Loftin. NASA. «NASA SP-468, Quest for Performance: The Evolution of Modern Aircraft» (en anglès).   hq.nasa.gov, 1985. Arxivat de l'original el 2006-06-13. [Consulta: 20 febrer 2010].
92. ↑  «B-52 Maintenance Training».   Southwest Research Institute. Arxivat de l'original el 2009-01-13. [Consulta: 13 novembre 2009].
93. ↑  Heather Kelly. Lockheeed Martin. «Lockheed Martin's Sniper ATP Continues Successful B-52 Integration Test Program» (en anglès).   Lockheedmartin.com, 21-12-2009. Arxivat de l'original el 2011-10-20. [Consulta: 20 febrer 2010].

### Obres
1. ↑  Knaack, 1988, p. 241.
2. ↑  Buckley, 1999, p. 215.
3. ↑  Knaack, 1988, p. 206–207.
4. 1 2  Knaack, 1988, p. 207.
5. ↑  Knaack, 1988, p. 207–208.
6. ↑  Knaack, 1988, p. 208.
7. ↑  Knaack, 1988, p. 209.
8. ↑  Knaack, 1988, p. 210.
9. ↑  Knaack, 1988, p. 210–211.
10. ↑  Knaack, 1988, p. 212.
11. ↑  Knaack, 1988, p. 213.
12. ↑  Knaack, 1988, p. 214–215.
13. ↑  Knaack, 1988, p. 215.
14. ↑  Knaack, 1998, p. 215–216.
15. ↑  Knaack, 1988, p. 217–218.
16. ↑  Knaack, 1988, p. 218.
17. ↑  Knaack, 1988, p. 217–219.
18. ↑  Knaack, 1988, p. 219.
19. ↑  Knaack, 1988, p. 221.
20. ↑  Cooke, 1956, p. 24–28.
21. ↑  Donald, 1997, p. 161–162.
22. ↑  Knaack, 1988, p. 222.
23. ↑  Knaack, 1988, p. 229.
24. ↑  Knaack, 1988, p. 227.
25. ↑  Knaack, 1988.
26. 1 2  Knaack, 1988, p. 230.
27. ↑  Knaack, 1988, p. 229–230.
28. ↑  Knaack, 1988, p. 252–254.
29. ↑  Knaack, 1988, p. 277–278.
30. 1 2  Knaack, 1988, p. 266–267.
31. ↑  Knaack, 1988, p. 279–280.
32. ↑  Knaack, 1988, p. 254–255.
33. 1 2  Knaack, 1988, p. 259.
34. 1 2  Knaack, 1988, p. 276–277.
35. ↑  Dorr, 1996, p. 65–66.
36. 1 2  Knaack, 1998.
37. 1 2  Knaack, 1988, p. 291.
38. 1 2 3  Donald, 1997, p. 161-162.
39. 1 2 3  Dorr, 1990, p. 26.
40. ↑  Dorr, 1990, p. 27.
41. ↑  Flynn, 1997, p. 138.
42. ↑  Knaack, 1988, p. 234–237.
43. ↑  Knaack, 1988, p. 240.
44. 1 2  Knaack, 1988, p. 243.
45. ↑  Knaack, 1988, p. 282.
46. ↑  Knaack, 1988, p. 289.
47. 1 2  Dick, 2006, p. 161.
48. ↑  Knaack, 1988, p. 256.
49. ↑  Dick, 2006, p. 187.
50. ↑  Budiansky, 2004, p. 394.
51. ↑  Hobson, 2001.
52. 1 2 3  McCarthy, 2009, p. 139.
53. 1 2  McCarthy, 2009, p. 19.
54. ↑  Futrell, 1976.
55. 1 2  McCarthy, 2009, p. 141.
56. ↑  Cordesman, 1996, p. 451.
57. ↑  Dick, 2006, p. 225.
58. ↑  Lake, 2004, p. 48.
59. ↑  Lake, 2004, p. 47–48.
60. ↑  Condor, 1994, p. 44.
61. ↑  Dick, 2006, p. 222.
62. ↑  Dick, 2006, p. 242.
63. ↑  Knaack, 1988, p. 279.
64. ↑  Lake, 2004, p. 19.
65. ↑  Knaack, 1988, p. 292–294.